# Omgång 2 i kvalspelet till världsmästerskapet i fotboll 2022 (AFC)
Omgång 2 i kvalspelet till världsmästerskapet i fotboll 2022 (AFC) är den andra av fyra omgångar i AFC:s kvalspel till Världsmästerskapet i fotboll 2022 i Qatar.

## Gruppspel

### Grupp A
| Nr | Lag          | S | V | O | F | GM | IM | MS  | P  |
| -- | ------------ | - | - | - | - | -- | -- | --- | -- |
| 1  | Syrien       | 8 | 7 | 0 | 1 | 22 | 7  | +15 | 21 |
| 2  | Kina         | 8 | 6 | 1 | 1 | 30 | 3  | +27 | 19 |
| 3  | Filippinerna | 8 | 3 | 2 | 3 | 12 | 11 | +1  | 11 |
| 4  | Maldiverna   | 8 | 2 | 1 | 5 | 7  | 20 | −13 | 7  |
| 5  | Guam         | 8 | 0 | 0 | 8 | 2  | 32 | −30 | 0  |

|              | 5 september 2019 | Guam | 0 – 1           | Maldiverna           | F.A. National Training Center                                        |                                                                      |
| 15:30 UTC+10 | 15:30 UTC+10     |      | (0 – 1) Rapport | 27′ Ibrahim Mahudhee | Dededo Publik: 714 Domare: Yaqoub Al-Hammadi (Förenade arabemiraten) | Dededo Publik: 714 Domare: Yaqoub Al-Hammadi (Förenade arabemiraten) |
| 15:30 UTC+10 | 15:30 UTC+10     |      |                 |                      | Dededo Publik: 714 Domare: Yaqoub Al-Hammadi (Förenade arabemiraten) | Dededo Publik: 714 Domare: Yaqoub Al-Hammadi (Förenade arabemiraten) |
| 15:30 UTC+10 | 15:30 UTC+10     |      |                 |                      | Dededo Publik: 714 Domare: Yaqoub Al-Hammadi (Förenade arabemiraten) | Dededo Publik: 714 Domare: Yaqoub Al-Hammadi (Förenade arabemiraten) |

|             | 5 september 2019 | Filippinerna                  | 2 – 5           | Syrien                                                                                    | Panaad Stadium                                         |                                                        |
| 19:30 UTC+8 | 19:30 UTC+8      | Javier Patiño 6′ Mike Ott 83′ | (1 – 2) Rapport | 14′, 55′ Omar Al Somah 30′ Khaled Mobayed 48′ (str.) Firas Al-Khatib 85′ Mahmoud Al-Mawas | Bacolod City Publik: 2 645 Domare: Jumpei Iida (Japan) | Bacolod City Publik: 2 645 Domare: Jumpei Iida (Japan) |
| 19:30 UTC+8 | 19:30 UTC+8      |                               |                 |                                                                                           | Bacolod City Publik: 2 645 Domare: Jumpei Iida (Japan) | Bacolod City Publik: 2 645 Domare: Jumpei Iida (Japan) |
| 19:30 UTC+8 | 19:30 UTC+8      |                               |                 |                                                                                           | Bacolod City Publik: 2 645 Domare: Jumpei Iida (Japan) | Bacolod City Publik: 2 645 Domare: Jumpei Iida (Japan) |

|              | 10 september 2019 | Guam                    | 1 – 4           | Filippinerna                                                                      | F.A. National Training Center                        |                                                      |
| 15:30 UTC+10 | 15:30 UTC+10      | Marcus Lopez 67′ (str.) | (0 – 2) Rapport | 7′ Ángel Guirado 12′ Patrick Reichelt 71′ Stephan Schröck 81′ John-Patrick Strauß | Dededo Publik: 1 096 Domare: Kim Woo-sung (Sydkorea) | Dededo Publik: 1 096 Domare: Kim Woo-sung (Sydkorea) |
| 15:30 UTC+10 | 15:30 UTC+10      |                         |                 |                                                                                   | Dededo Publik: 1 096 Domare: Kim Woo-sung (Sydkorea) | Dededo Publik: 1 096 Domare: Kim Woo-sung (Sydkorea) |
| 15:30 UTC+10 | 15:30 UTC+10      |                         |                 |                                                                                   | Dededo Publik: 1 096 Domare: Kim Woo-sung (Sydkorea) | Dededo Publik: 1 096 Domare: Kim Woo-sung (Sydkorea) |

|             | 10 september 2019 | Maldiverna | 0 – 5           | Kina                                                              | National Football Stadium                                   |                                                             |
| 20:00 UTC+5 | 20:00 UTC+5       |            | (0 – 2) Rapport | 34′ Wu Xi 45′ Wu Lei 64′ (str.) Yang Xu 83′ (str.), 90+1′ Elkeson | Malé Publik: 3 700 Domare: Turki Al-Khudhayr (Saudiarabien) | Malé Publik: 3 700 Domare: Turki Al-Khudhayr (Saudiarabien) |
| 20:00 UTC+5 | 20:00 UTC+5       |            |                 |                                                                   | Malé Publik: 3 700 Domare: Turki Al-Khudhayr (Saudiarabien) | Malé Publik: 3 700 Domare: Turki Al-Khudhayr (Saudiarabien) |
| 20:00 UTC+5 | 20:00 UTC+5       |            |                 |                                                                   | Malé Publik: 3 700 Domare: Turki Al-Khudhayr (Saudiarabien) | Malé Publik: 3 700 Domare: Turki Al-Khudhayr (Saudiarabien) |

|             | 10 oktober 2019 | Kina                                                         | 7 – 0           | Guam | Tianhe Stadium                                      |                                                     |
| 20:00 UTC+8 | 20:00 UTC+8     | Yang Xu 6′, 19′, 24′, 31′ Wu Lei 17′ Wu Xi 45+1′ Elkeson 75′ | (6 – 0) Rapport |      | Guangzhou Publik: 39 987 Domare: Ali Reda (Libanon) | Guangzhou Publik: 39 987 Domare: Ali Reda (Libanon) |
| 20:00 UTC+8 | 20:00 UTC+8     |                                                              |                 |      | Guangzhou Publik: 39 987 Domare: Ali Reda (Libanon) | Guangzhou Publik: 39 987 Domare: Ali Reda (Libanon) |
| 20:00 UTC+8 | 20:00 UTC+8     |                                                              |                 |      | Guangzhou Publik: 39 987 Domare: Ali Reda (Libanon) | Guangzhou Publik: 39 987 Domare: Ali Reda (Libanon) |

|             | 10 oktober 2019 | Syrien                 | 2 – 1           | Maldiverna     | Rashid Stadium                                                                  |                                                                                 |
| 18:00 UTC+4 | 18:00 UTC+4     | Omar Al Somah 26′, 60′ | (1 – 0) Rapport | 70′ Ali Ashfaq | Dubai (Förenade Arabemiraten) Publik: 5 500 Domare: Nazmi Nasaruddin (Malaysia) | Dubai (Förenade Arabemiraten) Publik: 5 500 Domare: Nazmi Nasaruddin (Malaysia) |
| 18:00 UTC+4 | 18:00 UTC+4     |                        |                 |                | Dubai (Förenade Arabemiraten) Publik: 5 500 Domare: Nazmi Nasaruddin (Malaysia) | Dubai (Förenade Arabemiraten) Publik: 5 500 Domare: Nazmi Nasaruddin (Malaysia) |
| 18:00 UTC+4 | 18:00 UTC+4     |                        |                 |                | Dubai (Förenade Arabemiraten) Publik: 5 500 Domare: Nazmi Nasaruddin (Malaysia) | Dubai (Förenade Arabemiraten) Publik: 5 500 Domare: Nazmi Nasaruddin (Malaysia) |

|             | 15 oktober 2019 | Filippinerna | 0 – 0   | Kina | Panaad Stadium                                              |                                                             |
| 20:00 UTC+8 | 20:00 UTC+8     |              | Rapport |      | Bacolod City Publik: 2 982 Domare: Aziz Asimov (Uzbekistan) | Bacolod City Publik: 2 982 Domare: Aziz Asimov (Uzbekistan) |
| 20:00 UTC+8 | 20:00 UTC+8     |              |         |      | Bacolod City Publik: 2 982 Domare: Aziz Asimov (Uzbekistan) | Bacolod City Publik: 2 982 Domare: Aziz Asimov (Uzbekistan) |
| 20:00 UTC+8 | 20:00 UTC+8     |              |         |      | Bacolod City Publik: 2 982 Domare: Aziz Asimov (Uzbekistan) | Bacolod City Publik: 2 982 Domare: Aziz Asimov (Uzbekistan) |

|             | 15 oktober 2019 | Syrien                                            | 4 – 0           | Guam | Maktoum bin Rashid Al Maktoum Stadium                                                |                                                                                      |
| 18:00 UTC+4 | 18:00 UTC+4     | Omar Al Somah 3′, 44′, 83′ Mahmoud Al-Mawas 90+3′ | (2 – 0) Rapport |      | Dubai (Förenade Arabemiraten) Publik: 2 050 Domare: Dmitriy Mashentsev (Kirgizistan) | Dubai (Förenade Arabemiraten) Publik: 2 050 Domare: Dmitriy Mashentsev (Kirgizistan) |
| 18:00 UTC+4 | 18:00 UTC+4     |                                                   |                 |      | Dubai (Förenade Arabemiraten) Publik: 2 050 Domare: Dmitriy Mashentsev (Kirgizistan) | Dubai (Förenade Arabemiraten) Publik: 2 050 Domare: Dmitriy Mashentsev (Kirgizistan) |
| 18:00 UTC+4 | 18:00 UTC+4     |                                                   |                 |      | Dubai (Förenade Arabemiraten) Publik: 2 050 Domare: Dmitriy Mashentsev (Kirgizistan) | Dubai (Förenade Arabemiraten) Publik: 2 050 Domare: Dmitriy Mashentsev (Kirgizistan) |

|             | 14 november 2019 | Maldiverna        | 1 – 2           | Filippinerna                            | National Football Stadium                           |                                                     |
| 16:00 UTC+5 | 16:00 UTC+5      | Naiz Hassan 90+3′ | (0 – 0) Rapport | 52′ Iain Ramsay 68′ John-Patrick Strauß | Malé Publik: 2 700 Domare: Ahmed Al-Ali (Jordanien) | Malé Publik: 2 700 Domare: Ahmed Al-Ali (Jordanien) |
| 16:00 UTC+5 | 16:00 UTC+5      |                   |                 |                                         | Malé Publik: 2 700 Domare: Ahmed Al-Ali (Jordanien) | Malé Publik: 2 700 Domare: Ahmed Al-Ali (Jordanien) |
| 16:00 UTC+5 | 16:00 UTC+5      |                   |                 |                                         | Malé Publik: 2 700 Domare: Ahmed Al-Ali (Jordanien) | Malé Publik: 2 700 Domare: Ahmed Al-Ali (Jordanien) |

|             | 14 november 2019 | Syrien                                   | 2 – 1           | Kina       | Maktoum bin Rashid Al Maktoum Stadium                                       |                                                                             |
| 18:00 UTC+4 | 18:00 UTC+4      | Osama Omari 19′ Zhang Linpeng 76′ (sjm.) | (1 – 1) Rapport | 30′ Wu Lei | Dubai (Förenade Arabemiraten) Publik: 6 950 Domare: Kim Dae-yong (Sydkorea) | Dubai (Förenade Arabemiraten) Publik: 6 950 Domare: Kim Dae-yong (Sydkorea) |
| 18:00 UTC+4 | 18:00 UTC+4      |                                          |                 |            | Dubai (Förenade Arabemiraten) Publik: 6 950 Domare: Kim Dae-yong (Sydkorea) | Dubai (Förenade Arabemiraten) Publik: 6 950 Domare: Kim Dae-yong (Sydkorea) |
| 18:00 UTC+4 | 18:00 UTC+4      |                                          |                 |            | Dubai (Förenade Arabemiraten) Publik: 6 950 Domare: Kim Dae-yong (Sydkorea) | Dubai (Förenade Arabemiraten) Publik: 6 950 Domare: Kim Dae-yong (Sydkorea) |

|             | 19 november 2019 | Maldiverna                                                | 3 – 1           | Guam            | National Football Stadium                              |                                                        |
| 16:00 UTC+5 | 16:00 UTC+5      | Ali Samooh 23′ Travis Nicklaw 38′ (sjm.) Ali Ashfaq 90+1′ | (2 – 0) Rapport | 49′ John Matkin | Malé Publik: 2 612 Domare: Hussein Abo Yehia (Libanon) | Malé Publik: 2 612 Domare: Hussein Abo Yehia (Libanon) |
| 16:00 UTC+5 | 16:00 UTC+5      |                                                           |                 |                 | Malé Publik: 2 612 Domare: Hussein Abo Yehia (Libanon) | Malé Publik: 2 612 Domare: Hussein Abo Yehia (Libanon) |
| 16:00 UTC+5 | 16:00 UTC+5      |                                                           |                 |                 | Malé Publik: 2 612 Domare: Hussein Abo Yehia (Libanon) | Malé Publik: 2 612 Domare: Hussein Abo Yehia (Libanon) |

|             | 19 november 2019 | Syrien             | 1 – 0           | Filippinerna | Maktoum bin Rashid Al Maktoum Stadium                                        |                                                                              |
| 18:00 UTC+4 | 18:00 UTC+4      | Ward Al Salama 23′ | (1 – 0) Rapport |              | Dubai (Förenade Arabemiraten) Publik: 2 445 Domare: Rowan Arumughan (Indien) | Dubai (Förenade Arabemiraten) Publik: 2 445 Domare: Rowan Arumughan (Indien) |
| 18:00 UTC+4 | 18:00 UTC+4      |                    |                 |              | Dubai (Förenade Arabemiraten) Publik: 2 445 Domare: Rowan Arumughan (Indien) | Dubai (Förenade Arabemiraten) Publik: 2 445 Domare: Rowan Arumughan (Indien) |
| 18:00 UTC+4 | 18:00 UTC+4      |                    |                 |              | Dubai (Förenade Arabemiraten) Publik: 2 445 Domare: Rowan Arumughan (Indien) | Dubai (Förenade Arabemiraten) Publik: 2 445 Domare: Rowan Arumughan (Indien) |

|             | 30 maj 2021 | Guam | 0 – 7           | Kina                                                                       | Suzhou Olympic Sports Centre                                     |                                                                  |
| 19:30 UTC+8 | 19:30 UTC+8 |      | (0 – 2) Rapport | 20′ (str.), 55′ Wu Lei 39′ Jin Jingdao 61′ Wu Xi 65′ Elkeson 83′, 87′ Alan | Suzhou (Kina) Publik: 29 222 Domare: Sivakorn Pu-udom (Thailand) | Suzhou (Kina) Publik: 29 222 Domare: Sivakorn Pu-udom (Thailand) |
| 19:30 UTC+8 | 19:30 UTC+8 |      |                 |                                                                            | Suzhou (Kina) Publik: 29 222 Domare: Sivakorn Pu-udom (Thailand) | Suzhou (Kina) Publik: 29 222 Domare: Sivakorn Pu-udom (Thailand) |
| 19:30 UTC+8 | 19:30 UTC+8 |      |                 |                                                                            | Suzhou (Kina) Publik: 29 222 Domare: Sivakorn Pu-udom (Thailand) | Suzhou (Kina) Publik: 29 222 Domare: Sivakorn Pu-udom (Thailand) |

|             | 4 juni 2021 | Maldiverna | 0 – 4           | Syrien                                                                | Sharjah Stadion                                                                            |                                                                                            |
| 20:00 UTC+4 | 20:00 UTC+4 |            | (0 – 3) Rapport | 29′, 45+2′ (str.), 71′ (str.) Mahmoud Al-Mawas 33′ (str.) Aias Aosman | Sharjah (Förenade Arabemiraten) Publik: 0 Domare: Ammar Al-Jeneibi (Förenade arabemiraten) | Sharjah (Förenade Arabemiraten) Publik: 0 Domare: Ammar Al-Jeneibi (Förenade arabemiraten) |
| 20:00 UTC+4 | 20:00 UTC+4 |            |                 |                                                                       | Sharjah (Förenade Arabemiraten) Publik: 0 Domare: Ammar Al-Jeneibi (Förenade arabemiraten) | Sharjah (Förenade Arabemiraten) Publik: 0 Domare: Ammar Al-Jeneibi (Förenade arabemiraten) |
| 20:00 UTC+4 | 20:00 UTC+4 |            |                 |                                                                       | Sharjah (Förenade Arabemiraten) Publik: 0 Domare: Ammar Al-Jeneibi (Förenade arabemiraten) | Sharjah (Förenade Arabemiraten) Publik: 0 Domare: Ammar Al-Jeneibi (Förenade arabemiraten) |

|             | 7 juni 2021 | Guam | 0 – 3           | Syrien                                       | Sharjah Stadion                                                                   |                                                                                   |
| 18:00 UTC+4 | 18:00 UTC+4 |      | (0 – 2) Rapport | 6′, 9′ Mardik Mardikian 84′ Mahmoud Al-Mawas | Sharjah (Förenade Arabemiraten) Publik: 0 Domare: Khalid Al-Turais (Saudiarabien) | Sharjah (Förenade Arabemiraten) Publik: 0 Domare: Khalid Al-Turais (Saudiarabien) |
| 18:00 UTC+4 | 18:00 UTC+4 |      |                 |                                              | Sharjah (Förenade Arabemiraten) Publik: 0 Domare: Khalid Al-Turais (Saudiarabien) | Sharjah (Förenade Arabemiraten) Publik: 0 Domare: Khalid Al-Turais (Saudiarabien) |
| 18:00 UTC+4 | 18:00 UTC+4 |      |                 |                                              | Sharjah (Förenade Arabemiraten) Publik: 0 Domare: Khalid Al-Turais (Saudiarabien) | Sharjah (Förenade Arabemiraten) Publik: 0 Domare: Khalid Al-Turais (Saudiarabien) |

|             | 7 juni 2021 | Kina                             | 2 – 0           | Filippinerna | Sharjah Stadion                                                          |                                                                          |
| 21:00 UTC+4 | 21:00 UTC+4 | Wu Lei 56′ (str.) Wu Xinghan 65′ | (0 – 0) Rapport |              | Sharjah (Förenade Arabemiraten) Publik: 0 Domare: Kim Hee-gon (Sydkorea) | Sharjah (Förenade Arabemiraten) Publik: 0 Domare: Kim Hee-gon (Sydkorea) |
| 21:00 UTC+4 | 21:00 UTC+4 |                                  |                 |              | Sharjah (Förenade Arabemiraten) Publik: 0 Domare: Kim Hee-gon (Sydkorea) | Sharjah (Förenade Arabemiraten) Publik: 0 Domare: Kim Hee-gon (Sydkorea) |
| 21:00 UTC+4 | 21:00 UTC+4 |                                  |                 |              | Sharjah (Förenade Arabemiraten) Publik: 0 Domare: Kim Hee-gon (Sydkorea) | Sharjah (Förenade Arabemiraten) Publik: 0 Domare: Kim Hee-gon (Sydkorea) |

|             | 11 juni 2021 | Filippinerna                                                | 3 – 0           | Guam | Sharjah Stadion                                                                            |                                                                                            |
| 18:00 UTC+4 | 18:00 UTC+4  | Ángel Guirado 12′ Marcus Lopez 60′ (sjm.) Mark Hartmann 88′ | (1 – 0) Rapport |      | Sharjah (Förenade Arabemiraten) Publik: 0 Domare: Ammar Al-Jeneibi (Förenade arabemiraten) | Sharjah (Förenade Arabemiraten) Publik: 0 Domare: Ammar Al-Jeneibi (Förenade arabemiraten) |
| 18:00 UTC+4 | 18:00 UTC+4  |                                                             |                 |      | Sharjah (Förenade Arabemiraten) Publik: 0 Domare: Ammar Al-Jeneibi (Förenade arabemiraten) | Sharjah (Förenade Arabemiraten) Publik: 0 Domare: Ammar Al-Jeneibi (Förenade arabemiraten) |
| 18:00 UTC+4 | 18:00 UTC+4  |                                                             |                 |      | Sharjah (Förenade Arabemiraten) Publik: 0 Domare: Ammar Al-Jeneibi (Förenade arabemiraten) | Sharjah (Förenade Arabemiraten) Publik: 0 Domare: Ammar Al-Jeneibi (Förenade arabemiraten) |

|             | 11 juni 2021 | Kina                                                            | 5 – 0           | Maldiverna | Sharjah Stadion                                                            |                                                                            |
| 21:00 UTC+4 | 21:00 UTC+4  | Liu Binbin 5′ Wu Lei 30′ Alan 68′ Zhang Yuning 69′ Tan Long 79′ | (2 – 0) Rapport |            | Sharjah (Förenade Arabemiraten) Publik: 0 Domare: Ahmed Al-Ali (Jordanien) | Sharjah (Förenade Arabemiraten) Publik: 0 Domare: Ahmed Al-Ali (Jordanien) |
| 21:00 UTC+4 | 21:00 UTC+4  |                                                                 |                 |            | Sharjah (Förenade Arabemiraten) Publik: 0 Domare: Ahmed Al-Ali (Jordanien) | Sharjah (Förenade Arabemiraten) Publik: 0 Domare: Ahmed Al-Ali (Jordanien) |
| 21:00 UTC+4 | 21:00 UTC+4  |                                                                 |                 |            | Sharjah (Förenade Arabemiraten) Publik: 0 Domare: Ahmed Al-Ali (Jordanien) | Sharjah (Förenade Arabemiraten) Publik: 0 Domare: Ahmed Al-Ali (Jordanien) |

|             | 15 juni 2021 | Filippinerna      | 1 – 1           | Maldiverna    | Sharjah Stadion                                                               |                                                                               |
| 19:00 UTC+4 | 19:00 UTC+4  | Ángel Guirado 19′ | (1 – 1) Rapport | 25′ Ali Fasir | Sharjah (Förenade Arabemiraten) Publik: 0 Domare: Sivakorn Pu-udom (Thailand) | Sharjah (Förenade Arabemiraten) Publik: 0 Domare: Sivakorn Pu-udom (Thailand) |
| 19:00 UTC+4 | 19:00 UTC+4  |                   |                 |               | Sharjah (Förenade Arabemiraten) Publik: 0 Domare: Sivakorn Pu-udom (Thailand) | Sharjah (Förenade Arabemiraten) Publik: 0 Domare: Sivakorn Pu-udom (Thailand) |
| 19:00 UTC+4 | 19:00 UTC+4  |                   |                 |               | Sharjah (Förenade Arabemiraten) Publik: 0 Domare: Sivakorn Pu-udom (Thailand) | Sharjah (Förenade Arabemiraten) Publik: 0 Domare: Sivakorn Pu-udom (Thailand) |

|             | 15 juni 2021 | Kina                                                 | 3 – 1           | Syrien          | Sharjah Stadion                                                             |                                                                             |
| 22:00 UTC+4 | 22:00 UTC+4  | Zhang Xizhe 43′ Wu Lei 69′ (str.) Zhang Yuning 90+3′ | (1 – 0) Rapport | 50′ Aias Aosman | Sharjah (Förenade Arabemiraten) Publik: 0 Domare: Muhammad Taqi (Singapore) | Sharjah (Förenade Arabemiraten) Publik: 0 Domare: Muhammad Taqi (Singapore) |
| 22:00 UTC+4 | 22:00 UTC+4  |                                                      |                 |                 | Sharjah (Förenade Arabemiraten) Publik: 0 Domare: Muhammad Taqi (Singapore) | Sharjah (Förenade Arabemiraten) Publik: 0 Domare: Muhammad Taqi (Singapore) |
| 22:00 UTC+4 | 22:00 UTC+4  |                                                      |                 |                 | Sharjah (Förenade Arabemiraten) Publik: 0 Domare: Muhammad Taqi (Singapore) | Sharjah (Förenade Arabemiraten) Publik: 0 Domare: Muhammad Taqi (Singapore) |

### Grupp B
| Nr | Lag              | S | V | O | F | GM | IM | MS  | P  |
| -- | ---------------- | - | - | - | - | -- | -- | --- | -- |
| 1  | Australien       | 8 | 8 | 0 | 0 | 28 | 2  | +26 | 24 |
| 2  | Kuwait           | 8 | 4 | 2 | 2 | 19 | 7  | +12 | 14 |
| 3  | Jordanien        | 8 | 4 | 2 | 2 | 13 | 3  | +10 | 14 |
| 4  | Nepal            | 8 | 2 | 0 | 6 | 4  | 22 | −18 | 6  |
| 5  | Kinesiska Taipei | 8 | 0 | 0 | 8 | 4  | 34 | −30 | 0  |

|             | 5 september 2019 | Kinesiska Taipei | 1 – 2           | Jordanien                        | Taipei Municipal Stadium                          |                                                   |
| 19:10 UTC+8 | 19:10 UTC+8      | Wen Chih-hao 81′ | (0 – 2) Rapport | 19′ Baha' Faisal 37′ Ahmed Samir | Taipei Publik: 5 520 Domare: Yusuke Araki (Japan) | Taipei Publik: 5 520 Domare: Yusuke Araki (Japan) |
| 19:10 UTC+8 | 19:10 UTC+8      |                  |                 |                                  | Taipei Publik: 5 520 Domare: Yusuke Araki (Japan) | Taipei Publik: 5 520 Domare: Yusuke Araki (Japan) |
| 19:10 UTC+8 | 19:10 UTC+8      |                  |                 |                                  | Taipei Publik: 5 520 Domare: Yusuke Araki (Japan) | Taipei Publik: 5 520 Domare: Yusuke Araki (Japan) |

|             | 5 september 2019 | Kuwait | 7 – 0           | Nepal | Al Kuwait Sports Club Stadium                             |                                                           |
| 20:00 UTC+3 | 20:00 UTC+3      | Yousef Nasser 6′, 50′ Fahad Al Hajeri 13′ Abdullah Mawei 59′ Bader Al-Mutawa 67′ Redha Abujabarah 90+4′ Hussain Al-Musawi 90+7′ | (2 – 0) Rapport |       | Kuwait Publik: 7 500 Domare: Kim Dae-yong (Sydkorea)Nepal | Kuwait Publik: 7 500 Domare: Kim Dae-yong (Sydkorea)Nepal |
| 20:00 UTC+3 | 20:00 UTC+3      | |                 |       | Kuwait Publik: 7 500 Domare: Kim Dae-yong (Sydkorea)Nepal | Kuwait Publik: 7 500 Domare: Kim Dae-yong (Sydkorea)Nepal |
| 20:00 UTC+3 | 20:00 UTC+3      | |                 |       | Kuwait Publik: 7 500 Domare: Kim Dae-yong (Sydkorea)Nepal | Kuwait Publik: 7 500 Domare: Kim Dae-yong (Sydkorea)Nepal |

|             | 10 september 2019 | Kinesiska Taipei | 0 – 2           | Nepal               | Taipei Municipal Stadium                              |                                                       |
| 19:10 UTC+8 | 19:10 UTC+8       |                  | (0 – 1) Rapport | 4′, 62′ Anjan Bista | Taipei Publik: 4 780 Domare: Yaqoob Abdul Baki (Oman) | Taipei Publik: 4 780 Domare: Yaqoob Abdul Baki (Oman) |
| 19:10 UTC+8 | 19:10 UTC+8       |                  |                 |                     | Taipei Publik: 4 780 Domare: Yaqoob Abdul Baki (Oman) | Taipei Publik: 4 780 Domare: Yaqoob Abdul Baki (Oman) |
| 19:10 UTC+8 | 19:10 UTC+8       |                  |                 |                     | Taipei Publik: 4 780 Domare: Yaqoob Abdul Baki (Oman) | Taipei Publik: 4 780 Domare: Yaqoob Abdul Baki (Oman) |

|             | 10 september 2019 | Kuwait | 0 – 3           | Australien                           | Al Kuwait Sports Club Stadium                           |                                                         |
| 18:30 UTC+3 | 18:30 UTC+3       |        | (0 – 3) Rapport | 7′, 30′ Mathew Leckie 38′ Aaron Mooy | Kuwait Publik: 11 852 Domare: Muhammad Taqi (Singapore) | Kuwait Publik: 11 852 Domare: Muhammad Taqi (Singapore) |
| 18:30 UTC+3 | 18:30 UTC+3       |        |                 |                                      | Kuwait Publik: 11 852 Domare: Muhammad Taqi (Singapore) | Kuwait Publik: 11 852 Domare: Muhammad Taqi (Singapore) |
| 18:30 UTC+3 | 18:30 UTC+3       |        |                 |                                      | Kuwait Publik: 11 852 Domare: Muhammad Taqi (Singapore) | Kuwait Publik: 11 852 Domare: Muhammad Taqi (Singapore) |

|              | 10 oktober 2019 | Australien                                         | 5 – 0           | Nepal | Canberra Stadium                                             |                                                              |
| 20:00 UTC+11 | 20:00 UTC+11    | Jamie Maclaren 6′, 19′, 90′ Harry Souttar 23′, 59′ | (3 – 0) Rapport |       | Canberra Publik: 18 563 Domare: Thoriq Alkatiri (Indonesien) | Canberra Publik: 18 563 Domare: Thoriq Alkatiri (Indonesien) |
| 20:00 UTC+11 | 20:00 UTC+11    |                                                    |                 |       | Canberra Publik: 18 563 Domare: Thoriq Alkatiri (Indonesien) | Canberra Publik: 18 563 Domare: Thoriq Alkatiri (Indonesien) |
| 20:00 UTC+11 | 20:00 UTC+11    |                                                    |                 |       | Canberra Publik: 18 563 Domare: Thoriq Alkatiri (Indonesien) | Canberra Publik: 18 563 Domare: Thoriq Alkatiri (Indonesien) |

|             | 10 oktober 2019 | Jordanien | 0 – 0   | Kuwait | Amman International Stadium                     |                                                 |
| 19:00 UTC+3 | 19:00 UTC+3     |           | Rapport |        | Amman Publik: 10 720 Domare: Ryuji Sato (Japan) | Amman Publik: 10 720 Domare: Ryuji Sato (Japan) |
| 19:00 UTC+3 | 19:00 UTC+3     |           |         |        | Amman Publik: 10 720 Domare: Ryuji Sato (Japan) | Amman Publik: 10 720 Domare: Ryuji Sato (Japan) |
| 19:00 UTC+3 | 19:00 UTC+3     |           |         |        | Amman Publik: 10 720 Domare: Ryuji Sato (Japan) | Amman Publik: 10 720 Domare: Ryuji Sato (Japan) |

|             | 15 oktober 2019 | Kinesiska Taipei | 1 – 7           | Australien                                                                              | National Stadium                                               |                                                                |
| 19:40 UTC+8 | 19:40 UTC+8     | Chen Yi-wei 21′  | (1 – 4) Rapport | 12′, 19′ Adam Taggart 34′, 37′ Jackson Irvine 73′, 89′ Harry Souttar 84′ Jamie Maclaren | Kaohsiung Publik: 3 251 Domare: Mongkolchai Pechsri (Thailand) | Kaohsiung Publik: 3 251 Domare: Mongkolchai Pechsri (Thailand) |
| 19:40 UTC+8 | 19:40 UTC+8     |                  |                 |                                                                                         | Kaohsiung Publik: 3 251 Domare: Mongkolchai Pechsri (Thailand) | Kaohsiung Publik: 3 251 Domare: Mongkolchai Pechsri (Thailand) |
| 19:40 UTC+8 | 19:40 UTC+8     |                  |                 |                                                                                         | Kaohsiung Publik: 3 251 Domare: Mongkolchai Pechsri (Thailand) | Kaohsiung Publik: 3 251 Domare: Mongkolchai Pechsri (Thailand) |

|             | 15 oktober 2019 | Jordanien                                                   | 3 – 0           | Nepal | Amman International Stadium                                  |                                                              |
| 19:00 UTC+3 | 19:00 UTC+3     | Feras Shelbaieh 56′ (str.) Ahmad Ersan 78′ Baha' Faisal 88′ | (0 – 0) Rapport |       | Amman Publik: 4 863 Domare: Sadullo Gulmurodi (Tadzjikistan) | Amman Publik: 4 863 Domare: Sadullo Gulmurodi (Tadzjikistan) |
| 19:00 UTC+3 | 19:00 UTC+3     |                                                             |                 |       | Amman Publik: 4 863 Domare: Sadullo Gulmurodi (Tadzjikistan) | Amman Publik: 4 863 Domare: Sadullo Gulmurodi (Tadzjikistan) |
| 19:00 UTC+3 | 19:00 UTC+3     |                                                             |                 |       | Amman Publik: 4 863 Domare: Sadullo Gulmurodi (Tadzjikistan) | Amman Publik: 4 863 Domare: Sadullo Gulmurodi (Tadzjikistan) |

|             | 14 november 2019 | Kuwait | 9 – 0           | Kinesiska Taipei | Al Kuwait Sports Club Stadium                                    |                                                                  |
| 19:00 UTC+3 | 19:00 UTC+3      | Yousef Nasser 22′, 59′ Fahad Al Ansari 42′ Mobarak Al-Faneeni 49′ Bader Al-Mutawa 55′ Faisal Zayid 62′ Shabib Al-Khaldi 73′ Chen Wei-chuan 77′ (sjm.) Faisal Ajab Al-Azemi 81′ | (2 – 0) Rapport |                  | Kuwait Publik: 8 400 Domare: Mohd Amirul Izwan Yaacob (Malaysia) | Kuwait Publik: 8 400 Domare: Mohd Amirul Izwan Yaacob (Malaysia) |
| 19:00 UTC+3 | 19:00 UTC+3      | |                 |                  | Kuwait Publik: 8 400 Domare: Mohd Amirul Izwan Yaacob (Malaysia) | Kuwait Publik: 8 400 Domare: Mohd Amirul Izwan Yaacob (Malaysia) |
| 19:00 UTC+3 | 19:00 UTC+3      | |                 |                  | Kuwait Publik: 8 400 Domare: Mohd Amirul Izwan Yaacob (Malaysia) | Kuwait Publik: 8 400 Domare: Mohd Amirul Izwan Yaacob (Malaysia) |

|             | 14 november 2019 | Jordanien | 0 – 1           | Australien       | King Abdullah II Stadium                   |                                            |
| 18:00 UTC+2 | 18:00 UTC+2      |           | (0 – 1) Rapport | 13′ Adam Taggart | Amman Publik: 9 712 Domare: Fu Ming (Kina) | Amman Publik: 9 712 Domare: Fu Ming (Kina) |
| 18:00 UTC+2 | 18:00 UTC+2      |           |                 |                  | Amman Publik: 9 712 Domare: Fu Ming (Kina) | Amman Publik: 9 712 Domare: Fu Ming (Kina) |
| 18:00 UTC+2 | 18:00 UTC+2      |           |                 |                  | Amman Publik: 9 712 Domare: Fu Ming (Kina) | Amman Publik: 9 712 Domare: Fu Ming (Kina) |

|             | 19 november 2019 | Nepal | 0 – 1           | Kuwait              | Changlimithang Stadium                                        |                                                               |
| 15:00 UTC+6 | 15:00 UTC+6      |       | (0 – 1) Rapport | 28′ Bader Al-Mutawa | Thimphu (Bhutan) Publik: 2 000 Domare: Omar Al-Yaqoubi (Oman) | Thimphu (Bhutan) Publik: 2 000 Domare: Omar Al-Yaqoubi (Oman) |
| 15:00 UTC+6 | 15:00 UTC+6      |       |                 |                     | Thimphu (Bhutan) Publik: 2 000 Domare: Omar Al-Yaqoubi (Oman) | Thimphu (Bhutan) Publik: 2 000 Domare: Omar Al-Yaqoubi (Oman) |
| 15:00 UTC+6 | 15:00 UTC+6      |       |                 |                     | Thimphu (Bhutan) Publik: 2 000 Domare: Omar Al-Yaqoubi (Oman) | Thimphu (Bhutan) Publik: 2 000 Domare: Omar Al-Yaqoubi (Oman) |

|             | 19 november 2019 | Jordanien                                                                     | 5 – 0           | Kinesiska Taipei | King Abdullah II Stadium                                                            |                                                                                     |
| 18:00 UTC+2 | 18:00 UTC+2      | Baha' Faisal 4′, 75′ Ahmad Ersan 25′ Salem Al-Ajalin 43′ Hamza Al-Dardour 62′ | (3 – 0) Rapport |                  | Amman Publik: 2 260 Domare: Mohammed Abdulla Hassan Mohamed (Förenade arabemiraten) | Amman Publik: 2 260 Domare: Mohammed Abdulla Hassan Mohamed (Förenade arabemiraten) |
| 18:00 UTC+2 | 18:00 UTC+2      |                                                                               |                 |                  | Amman Publik: 2 260 Domare: Mohammed Abdulla Hassan Mohamed (Förenade arabemiraten) | Amman Publik: 2 260 Domare: Mohammed Abdulla Hassan Mohamed (Förenade arabemiraten) |
| 18:00 UTC+2 | 18:00 UTC+2      |                                                                               |                 |                  | Amman Publik: 2 260 Domare: Mohammed Abdulla Hassan Mohamed (Förenade arabemiraten) | Amman Publik: 2 260 Domare: Mohammed Abdulla Hassan Mohamed (Förenade arabemiraten) |

|             | 3 juni 2021 | Nepal                                      | 2 – 0           | Kinesiska Taipei | Al Kuwait Sports Club Stadium                             |                                                           |
| 19:00 UTC+3 | 19:00 UTC+3 | Anjan Bista 3′ (str.) Nawayug Shrestha 80′ | (1 – 0) Rapport |                  | Kuwait (Kuwait) Publik: 0 Domare: Kim Woo-sung (Sydkorea) | Kuwait (Kuwait) Publik: 0 Domare: Kim Woo-sung (Sydkorea) |
| 19:00 UTC+3 | 19:00 UTC+3 |                                            |                 |                  | Kuwait (Kuwait) Publik: 0 Domare: Kim Woo-sung (Sydkorea) | Kuwait (Kuwait) Publik: 0 Domare: Kim Woo-sung (Sydkorea) |
| 19:00 UTC+3 | 19:00 UTC+3 |                                            |                 |                  | Kuwait (Kuwait) Publik: 0 Domare: Kim Woo-sung (Sydkorea) | Kuwait (Kuwait) Publik: 0 Domare: Kim Woo-sung (Sydkorea) |

|             | 3 juni 2021 | Australien                                             | 3 – 0           | Kuwait | Jaber Al-Ahmad International Stadium                  |                                                       |
| 22:00 UTC+3 | 22:00 UTC+3 | Matthew Leckie 1′ Jackson Irvine 24′ Ajdin Hrustic 66′ | (2 – 0) Rapport |        | Kuwait (Kuwait) Publik: 0 Domare: Jumpei Iida (Japan) | Kuwait (Kuwait) Publik: 0 Domare: Jumpei Iida (Japan) |
| 22:00 UTC+3 | 22:00 UTC+3 |                                                        |                 |        | Kuwait (Kuwait) Publik: 0 Domare: Jumpei Iida (Japan) | Kuwait (Kuwait) Publik: 0 Domare: Jumpei Iida (Japan) |
| 22:00 UTC+3 | 22:00 UTC+3 |                                                        |                 |        | Kuwait (Kuwait) Publik: 0 Domare: Jumpei Iida (Japan) | Kuwait (Kuwait) Publik: 0 Domare: Jumpei Iida (Japan) |

|             | 7 juni 2021 | Nepal | 0 – 3           | Jordanien                                      | Al Kuwait Sports Club Stadium                                         |                                                                       |
| 19:00 UTC+3 | 19:00 UTC+3 |       | (0 – 1) Rapport | 23′ (str.), 48′ Baha' Faisal 67′ Yazan Al-Arab | Kuwait (Kuwait) Publik: 0 Domare: Mohd Amirul Izwan Yaacob (Malaysia) | Kuwait (Kuwait) Publik: 0 Domare: Mohd Amirul Izwan Yaacob (Malaysia) |
| 19:00 UTC+3 | 19:00 UTC+3 |       |                 |                                                | Kuwait (Kuwait) Publik: 0 Domare: Mohd Amirul Izwan Yaacob (Malaysia) | Kuwait (Kuwait) Publik: 0 Domare: Mohd Amirul Izwan Yaacob (Malaysia) |
| 19:00 UTC+3 | 19:00 UTC+3 |       |                 |                                                | Kuwait (Kuwait) Publik: 0 Domare: Mohd Amirul Izwan Yaacob (Malaysia) | Kuwait (Kuwait) Publik: 0 Domare: Mohd Amirul Izwan Yaacob (Malaysia) |

|             | 7 juni 2021 | Australien                                                                             | 5 – 1           | Kinesiska Taipei | Jaber Al-Ahmad International Stadium                    |                                                         |
| 22:00 UTC+3 | 22:00 UTC+3 | Harry Souttar 12′ Jamie Maclaren 27′ (str.) Trent Sainsbury 41′ Mitchell Duke 46′, 84′ | (3 – 0) Rapport | 62′ Gao Wei-jie  | Kuwait (Kuwait) Publik: 0 Domare: Saoud Al-Adba (Qatar) | Kuwait (Kuwait) Publik: 0 Domare: Saoud Al-Adba (Qatar) |
| 22:00 UTC+3 | 22:00 UTC+3 |                                                                                        |                 |                  | Kuwait (Kuwait) Publik: 0 Domare: Saoud Al-Adba (Qatar) | Kuwait (Kuwait) Publik: 0 Domare: Saoud Al-Adba (Qatar) |
| 22:00 UTC+3 | 22:00 UTC+3 |                                                                                        |                 |                  | Kuwait (Kuwait) Publik: 0 Domare: Saoud Al-Adba (Qatar) | Kuwait (Kuwait) Publik: 0 Domare: Saoud Al-Adba (Qatar) |

|             | 11 juni 2021 | Nepal | 0 – 3           | Australien                                         | Al Kuwait Sports Club Stadium                         |                                                       |
| 19:00 UTC+3 | 19:00 UTC+3  |       | (0 – 2) Rapport | 6′ Mathew Leckie 38′ Fran Karačić 57′ Martin Boyle | Kuwait (Kuwait) Publik: 0 Domare: Ahmed Al-Kaf (Oman) | Kuwait (Kuwait) Publik: 0 Domare: Ahmed Al-Kaf (Oman) |
| 19:00 UTC+3 | 19:00 UTC+3  |       |                 |                                                    | Kuwait (Kuwait) Publik: 0 Domare: Ahmed Al-Kaf (Oman) | Kuwait (Kuwait) Publik: 0 Domare: Ahmed Al-Kaf (Oman) |
| 19:00 UTC+3 | 19:00 UTC+3  |       |                 |                                                    | Kuwait (Kuwait) Publik: 0 Domare: Ahmed Al-Kaf (Oman) | Kuwait (Kuwait) Publik: 0 Domare: Ahmed Al-Kaf (Oman) |

|             | 11 juni 2021 | Kuwait | 0 – 0   | Jordanien | Jaber Al-Ahmad International Stadium                        |                                                             |
| 22:00 UTC+3 | 22:00 UTC+3  |        | Rapport |           | Kuwait (Kuwait) Publik: 0 Domare: Nawaf Shukralla (Bahrain) | Kuwait (Kuwait) Publik: 0 Domare: Nawaf Shukralla (Bahrain) |
| 22:00 UTC+3 | 22:00 UTC+3  |        |         |           | Kuwait (Kuwait) Publik: 0 Domare: Nawaf Shukralla (Bahrain) | Kuwait (Kuwait) Publik: 0 Domare: Nawaf Shukralla (Bahrain) |
| 22:00 UTC+3 | 22:00 UTC+3  |        |         |           | Kuwait (Kuwait) Publik: 0 Domare: Nawaf Shukralla (Bahrain) | Kuwait (Kuwait) Publik: 0 Domare: Nawaf Shukralla (Bahrain) |

|             | 15 juni 2021 | Australien        | 1 – 0           | Jordanien | Al Kuwait Sports Club Stadium                             |                                                           |
| 19:30 UTC+3 | 19:30 UTC+3  | Harry Souttar 77′ | (0 – 0) Rapport |           | Kuwait (Kuwait) Publik: 0 Domare: Kim Woo-Sung (Sydkorea) | Kuwait (Kuwait) Publik: 0 Domare: Kim Woo-Sung (Sydkorea) |
| 19:30 UTC+3 | 19:30 UTC+3  |                   |                 |           | Kuwait (Kuwait) Publik: 0 Domare: Kim Woo-Sung (Sydkorea) | Kuwait (Kuwait) Publik: 0 Domare: Kim Woo-Sung (Sydkorea) |
| 19:30 UTC+3 | 19:30 UTC+3  |                   |                 |           | Kuwait (Kuwait) Publik: 0 Domare: Kim Woo-Sung (Sydkorea) | Kuwait (Kuwait) Publik: 0 Domare: Kim Woo-Sung (Sydkorea) |

|             | 15 juni 2021 | Kinesiska Taipei  | 1 – 2           | Kuwait                 | Jaber Al-Ahmad International Stadium                  |                                                       |
| 22:00 UTC+3 | 22:00 UTC+3  | Wu Chun-ching 51′ | (0 – 1) Rapport | 14′, 71′ Yousef Nasser | Kuwait (Kuwait) Publik: 0 Domare: Ahmed Al-Kaf (Oman) | Kuwait (Kuwait) Publik: 0 Domare: Ahmed Al-Kaf (Oman) |
| 22:00 UTC+3 | 22:00 UTC+3  |                   |                 |                        | Kuwait (Kuwait) Publik: 0 Domare: Ahmed Al-Kaf (Oman) | Kuwait (Kuwait) Publik: 0 Domare: Ahmed Al-Kaf (Oman) |
| 22:00 UTC+3 | 22:00 UTC+3  |                   |                 |                        | Kuwait (Kuwait) Publik: 0 Domare: Ahmed Al-Kaf (Oman) | Kuwait (Kuwait) Publik: 0 Domare: Ahmed Al-Kaf (Oman) |

### Grupp C
| Nr | Lag      | S | V | O | F | GM | IM | MS  | P  |
| -- | -------- | - | - | - | - | -- | -- | --- | -- |
| 1  | Iran     | 8 | 6 | 0 | 2 | 34 | 4  | +30 | 18 |
| 2  | Irak     | 8 | 5 | 2 | 1 | 14 | 4  | +10 | 17 |
| 3  | Bahrain  | 8 | 4 | 3 | 1 | 15 | 4  | +11 | 15 |
| 4  | Hongkong | 8 | 1 | 2 | 5 | 4  | 13 | −9  | 5  |
| 5  | Kambodja | 8 | 0 | 1 | 7 | 2  | 44 | −42 | 1  |

|             | 5 september 2019 | Kambodja         | 1 – 1   | Hongkong         | Olympiastadion                                                 |                                                                |
| 18:30 UTC+7 | 18:30 UTC+7      | Keo Sokpheng 33′ | Rapport | 16′ Tan Chun Lok | Phnom Penh Publik: 45 500 Domare: Ilgiz Tantashev (Uzbekistan) | Phnom Penh Publik: 45 500 Domare: Ilgiz Tantashev (Uzbekistan) |
| 18:30 UTC+7 | 18:30 UTC+7      |                  |         |                  | Phnom Penh Publik: 45 500 Domare: Ilgiz Tantashev (Uzbekistan) | Phnom Penh Publik: 45 500 Domare: Ilgiz Tantashev (Uzbekistan) |
| 18:30 UTC+7 | 18:30 UTC+7      |                  |         |                  | Phnom Penh Publik: 45 500 Domare: Ilgiz Tantashev (Uzbekistan) | Phnom Penh Publik: 45 500 Domare: Ilgiz Tantashev (Uzbekistan) |

|             | 5 september 2019 | Bahrain           | 1 – 1           | Irak            | Bahrain National Stadium                              |                                                       |
| 19:30 UTC+3 | 19:30 UTC+3      | Kamil Al Aswad 9′ | (1 – 0) Rapport | 85′ Mohanad Ali | Ar Rifā‘ Publik: 6 049 Domare: Omar Al-Yaqoubi (Oman) | Ar Rifā‘ Publik: 6 049 Domare: Omar Al-Yaqoubi (Oman) |
| 19:30 UTC+3 | 19:30 UTC+3      |                   |                 |                 | Ar Rifā‘ Publik: 6 049 Domare: Omar Al-Yaqoubi (Oman) | Ar Rifā‘ Publik: 6 049 Domare: Omar Al-Yaqoubi (Oman) |
| 19:30 UTC+3 | 19:30 UTC+3      |                   |                 |                 | Ar Rifā‘ Publik: 6 049 Domare: Omar Al-Yaqoubi (Oman) | Ar Rifā‘ Publik: 6 049 Domare: Omar Al-Yaqoubi (Oman) |

|             | 10 september 2019 | Kambodja | 0 – 1           | Bahrain            | Olympiastadion                                                    |                                                                   |
| 18:30 UTC+7 | 18:30 UTC+7       |          | (0 – 0) Rapport | Kamil Al Aswad 78′ | Phnom Penh Publik: 45 000 Domare: Nivon Robesh Gamini (Sri Lanka) | Phnom Penh Publik: 45 000 Domare: Nivon Robesh Gamini (Sri Lanka) |
| 18:30 UTC+7 | 18:30 UTC+7       |          |                 |                    | Phnom Penh Publik: 45 000 Domare: Nivon Robesh Gamini (Sri Lanka) | Phnom Penh Publik: 45 000 Domare: Nivon Robesh Gamini (Sri Lanka) |
| 18:30 UTC+7 | 18:30 UTC+7       |          |                 |                    | Phnom Penh Publik: 45 000 Domare: Nivon Robesh Gamini (Sri Lanka) | Phnom Penh Publik: 45 000 Domare: Nivon Robesh Gamini (Sri Lanka) |

|             | 10 september 2019 | Hongkong | 0 – 2           | Iran                                   | Hong Kong Stadium                                      |                                                        |
| 20:00 UTC+8 | 20:00 UTC+8       |          | (0 – 1) Rapport | 23′ Sardar Azmoun 54′ Karim Ansarifard | Hongkong Publik: 13 942 Domare: Yudai Yamamoto (Japan) | Hongkong Publik: 13 942 Domare: Yudai Yamamoto (Japan) |
| 20:00 UTC+8 | 20:00 UTC+8       |          |                 |                                        | Hongkong Publik: 13 942 Domare: Yudai Yamamoto (Japan) | Hongkong Publik: 13 942 Domare: Yudai Yamamoto (Japan) |
| 20:00 UTC+8 | 20:00 UTC+8       |          |                 |                                        | Hongkong Publik: 13 942 Domare: Yudai Yamamoto (Japan) | Hongkong Publik: 13 942 Domare: Yudai Yamamoto (Japan) |

|                | 10 oktober 2019 | Iran | 14 – 00         | Kambodja | Azadi Stadium                                            |                                                          |
| 17:00 UTC+3:30 | 17:00 UTC+3:30  | Ahmad Nourollahi 5′ Sardar Azmoun 11′, 35′, 44′ Hossein Kanaanizadegan 18′ Soeuy Visal 22′ (sjm.) Karim Ansarifard 40′, 48′, 60′, 88′ Mehdi Taremi 54′ Mohammad Mohebi 65′, 67′ Mehrdad Mohammadi 85′ | (7 – 0) Rapport |          | Teheran Publik: 15 823 Domare: Pranjal Banerjee (Indien) | Teheran Publik: 15 823 Domare: Pranjal Banerjee (Indien) |
| 17:00 UTC+3:30 | 17:00 UTC+3:30  | |                 |          | Teheran Publik: 15 823 Domare: Pranjal Banerjee (Indien) | Teheran Publik: 15 823 Domare: Pranjal Banerjee (Indien) |
| 17:00 UTC+3:30 | 17:00 UTC+3:30  | |                 |          | Teheran Publik: 15 823 Domare: Pranjal Banerjee (Indien) | Teheran Publik: 15 823 Domare: Pranjal Banerjee (Indien) |

|             | 10 oktober 2019 | Irak                                        | 2 – 0           | Hongkong | Basra International Stadium |                      |
| 19:00 UTC+3 | 19:00 UTC+3     | Mohanad Ali 37′ Ali Adnan Kadhim 79′ (str.) | (1 – 0) Rapport |          | Basra Publik: 32 340        | Basra Publik: 32 340 |
| 19:00 UTC+3 | 19:00 UTC+3     |                                             |                 |          | Basra Publik: 32 340        | Basra Publik: 32 340 |
| 19:00 UTC+3 | 19:00 UTC+3     |                                             |                 |          | Basra Publik: 32 340        | Basra Publik: 32 340 |

|             | 15 oktober 2019 | Kambodja | 0 – 4           | Irak                                                                         | Olympiastadion                                                     |                                                                    |
| 18:30 UTC+7 | 18:30 UTC+7     |          | (0 – 2) Rapport | 22′ Ibrahim Bayesh 41′ Mohanad Ali 57′ Amjad Attwan 62′ Ahmad Ibrahim Khalaf | Phnom Penh Publik: 48 258 Domare: Clifford Daypuyat (Filippinerna) | Phnom Penh Publik: 48 258 Domare: Clifford Daypuyat (Filippinerna) |
| 18:30 UTC+7 | 18:30 UTC+7     |          |                 |                                                                              | Phnom Penh Publik: 48 258 Domare: Clifford Daypuyat (Filippinerna) | Phnom Penh Publik: 48 258 Domare: Clifford Daypuyat (Filippinerna) |
| 18:30 UTC+7 | 18:30 UTC+7     |          |                 |                                                                              | Phnom Penh Publik: 48 258 Domare: Clifford Daypuyat (Filippinerna) | Phnom Penh Publik: 48 258 Domare: Clifford Daypuyat (Filippinerna) |

|             | 15 oktober 2019 | Bahrain                       | 1 – 0           | Iran | Bahrain National Stadium                                        |                                                                 |
| 19:30 UTC+3 | 19:30 UTC+3     | Mohammed Al-Hardan 65′ (str.) | (0 – 0) Rapport |      | Ar Rifā‘ Publik: 14 810 Domare: Valentin Kovalenko (Uzbekistan) | Ar Rifā‘ Publik: 14 810 Domare: Valentin Kovalenko (Uzbekistan) |
| 19:30 UTC+3 | 19:30 UTC+3     |                               |                 |      | Ar Rifā‘ Publik: 14 810 Domare: Valentin Kovalenko (Uzbekistan) | Ar Rifā‘ Publik: 14 810 Domare: Valentin Kovalenko (Uzbekistan) |
| 19:30 UTC+3 | 19:30 UTC+3     |                               |                 |      | Ar Rifā‘ Publik: 14 810 Domare: Valentin Kovalenko (Uzbekistan) | Ar Rifā‘ Publik: 14 810 Domare: Valentin Kovalenko (Uzbekistan) |

|             | 14 november 2019 | Hongkong | 0 – 0   | Bahrain | Hong Kong Stadium                                      |                                                        |
| 20:00 UTC+8 | 20:00 UTC+8      |          | Rapport |         | Hongkong Publik: 4 541 Domare: Kim Dong-jin (Sydkorea) | Hongkong Publik: 4 541 Domare: Kim Dong-jin (Sydkorea) |
| 20:00 UTC+8 | 20:00 UTC+8      |          |         |         | Hongkong Publik: 4 541 Domare: Kim Dong-jin (Sydkorea) | Hongkong Publik: 4 541 Domare: Kim Dong-jin (Sydkorea) |
| 20:00 UTC+8 | 20:00 UTC+8      |          |         |         | Hongkong Publik: 4 541 Domare: Kim Dong-jin (Sydkorea) | Hongkong Publik: 4 541 Domare: Kim Dong-jin (Sydkorea) |

|             | 14 november 2019 | Irak                             | 2 – 1           | Iran                 | Amman International Stadium                                                 |                                                                             |
| 16:00 UTC+2 | 16:00 UTC+2      | Mohanad Ali 11′ Alaa Abbas 90+2′ | (1 – 1) Rapport | 25′ Ahmad Nourollahi | Amman (Jordanien) Publik: 13 752 Domare: Hettikamkanamge Perera (Sri Lanka) | Amman (Jordanien) Publik: 13 752 Domare: Hettikamkanamge Perera (Sri Lanka) |
| 16:00 UTC+2 | 16:00 UTC+2      |                                  |                 |                      | Amman (Jordanien) Publik: 13 752 Domare: Hettikamkanamge Perera (Sri Lanka) | Amman (Jordanien) Publik: 13 752 Domare: Hettikamkanamge Perera (Sri Lanka) |
| 16:00 UTC+2 | 16:00 UTC+2      |                                  |                 |                      | Amman (Jordanien) Publik: 13 752 Domare: Hettikamkanamge Perera (Sri Lanka) | Amman (Jordanien) Publik: 13 752 Domare: Hettikamkanamge Perera (Sri Lanka) |

|             | 19 november 2019 | Hongkong                                        | 2 – 0           | Kambodja | Hong Kong Stadium                                  |                                                    |
| 20:00 UTC+8 | 20:00 UTC+8      | James Ha 20′ Roberto Orlando Affonso Júnior 83′ | (1 – 0) Rapport |          | Hongkong Publik: 6 497 Domare: Ali Shaban (Kuwait) | Hongkong Publik: 6 497 Domare: Ali Shaban (Kuwait) |
| 20:00 UTC+8 | 20:00 UTC+8      |                                                 |                 |          | Hongkong Publik: 6 497 Domare: Ali Shaban (Kuwait) | Hongkong Publik: 6 497 Domare: Ali Shaban (Kuwait) |
| 20:00 UTC+8 | 20:00 UTC+8      |                                                 |                 |          | Hongkong Publik: 6 497 Domare: Ali Shaban (Kuwait) | Hongkong Publik: 6 497 Domare: Ali Shaban (Kuwait) |

|             | 19 november 2019 | Irak | 0 – 0   | Bahrain | Amman International Stadium                                        |                                                                    |
| 16:00 UTC+2 | 16:00 UTC+2      |      | Rapport |         | Amman (Jordanien) Publik: 10 366 Domare: Muhammad Taqi (Singapore) | Amman (Jordanien) Publik: 10 366 Domare: Muhammad Taqi (Singapore) |
| 16:00 UTC+2 | 16:00 UTC+2      |      |         |         | Amman (Jordanien) Publik: 10 366 Domare: Muhammad Taqi (Singapore) | Amman (Jordanien) Publik: 10 366 Domare: Muhammad Taqi (Singapore) |
| 16:00 UTC+2 | 16:00 UTC+2      |      |         |         | Amman (Jordanien) Publik: 10 366 Domare: Muhammad Taqi (Singapore) | Amman (Jordanien) Publik: 10 366 Domare: Muhammad Taqi (Singapore) |

|             | 3 juni 2021 | Iran                                                    | 3 – 1           | Hongkong     | Al Muharraq Stadium                                |                                                    |
| 17:30 UTC+3 | 17:30 UTC+3 | Ali Gholizadeh 23′ Vahid Amiri 61′ Karim Ansarifard 84′ | (1 – 0) Rapport | 85′ Matt Orr | Arad (Bahrain) Domare: Adham Makhadmeh (Jordanien) | Arad (Bahrain) Domare: Adham Makhadmeh (Jordanien) |
| 17:30 UTC+3 | 17:30 UTC+3 |                                                         |                 |              | Arad (Bahrain) Domare: Adham Makhadmeh (Jordanien) | Arad (Bahrain) Domare: Adham Makhadmeh (Jordanien) |
| 17:30 UTC+3 | 17:30 UTC+3 |                                                         |                 |              | Arad (Bahrain) Domare: Adham Makhadmeh (Jordanien) | Arad (Bahrain) Domare: Adham Makhadmeh (Jordanien) |

|             | 3 juni 2021 | Bahrain | 8 – 0           | Kambodja | Bahrain National Stadium                 |                                          |
| 19:30 UTC+3 | 19:30 UTC+3 | Kamil Al Aswad 8′, 71′ Mohamed Al-Romaihi 45+2′ Ali Madan 46′, 65′ Jasim Al-Shaikh 51′ Ismail Abdullatif 75′, 90+2′ | (2 – 0) Rapport |          | Ar Rifā‘ Domare: Hiroyuki Kimura (Japan) | Ar Rifā‘ Domare: Hiroyuki Kimura (Japan) |
| 19:30 UTC+3 | 19:30 UTC+3 | |                 |          | Ar Rifā‘ Domare: Hiroyuki Kimura (Japan) | Ar Rifā‘ Domare: Hiroyuki Kimura (Japan) |
| 19:30 UTC+3 | 19:30 UTC+3 | |                 |          | Ar Rifā‘ Domare: Hiroyuki Kimura (Japan) | Ar Rifā‘ Domare: Hiroyuki Kimura (Japan) |

|             | 7 juni 2021 | Irak                                                                         | 4 – 1           | Kambodja        | Al Muharraq Stadium                             |                                                 |
| 17:30 UTC+3 | 17:30 UTC+3 | Mohanad Ali 1′ Bashar Resan 23′ Ali Adnan Kadhim 27′ (str.) Safaa Hadi 90+3′ | (3 – 0) Rapport | 55′ Soeuy Visal | Arad (Bahrain) Domare: Yaqoob Abdul Baki (Oman) | Arad (Bahrain) Domare: Yaqoob Abdul Baki (Oman) |
| 17:30 UTC+3 | 17:30 UTC+3 |                                                                              |                 |                 | Arad (Bahrain) Domare: Yaqoob Abdul Baki (Oman) | Arad (Bahrain) Domare: Yaqoob Abdul Baki (Oman) |
| 17:30 UTC+3 | 17:30 UTC+3 |                                                                              |                 |                 | Arad (Bahrain) Domare: Yaqoob Abdul Baki (Oman) | Arad (Bahrain) Domare: Yaqoob Abdul Baki (Oman) |

|             | 7 juni 2021 | Iran                                    | 3 – 0           | Bahrain | Bahrain National Stadium                  |                                           |
| 19:30 UTC+3 | 19:30 UTC+3 | Sardar Azmoun 54′, 61′ Mehdi Taremi 79′ | (0 – 0) Rapport |         | Ar Rifā‘ (Bahrain) Domare: Fu Ming (Kina) | Ar Rifā‘ (Bahrain) Domare: Fu Ming (Kina) |
| 19:30 UTC+3 | 19:30 UTC+3 |                                         |                 |         | Ar Rifā‘ (Bahrain) Domare: Fu Ming (Kina) | Ar Rifā‘ (Bahrain) Domare: Fu Ming (Kina) |
| 19:30 UTC+3 | 19:30 UTC+3 |                                         |                 |         | Ar Rifā‘ (Bahrain) Domare: Fu Ming (Kina) | Ar Rifā‘ (Bahrain) Domare: Fu Ming (Kina) |

|             | 11 juni 2021 | Kambodja | 0 – 10          | Iran | Bahrain National Stadium                             |                                                      |
| 17:30 UTC+3 | 17:30 UTC+3  |          | (0 – 4) Rapport | 16′ (str.) Alireza Jahanbakhsh 22′ Shojae Khalilzadeh 27′ Mehdi Taremi 32′ (sjm.) Sor Rotana 58′ Milad Mohammadi 64′ Morteza Pouraliganji 77′ (str.) Karim Ansarifard 80′, 87′ Kaveh Rezaei 84′ Mehdi Ghayedi | Ar Rifā‘ (Bahrain) Domare: Kim Jong-hyeok (Sydkorea) | Ar Rifā‘ (Bahrain) Domare: Kim Jong-hyeok (Sydkorea) |
| 17:30 UTC+3 | 17:30 UTC+3  |          |                 | | Ar Rifā‘ (Bahrain) Domare: Kim Jong-hyeok (Sydkorea) | Ar Rifā‘ (Bahrain) Domare: Kim Jong-hyeok (Sydkorea) |
| 17:30 UTC+3 | 17:30 UTC+3  |          |                 | | Ar Rifā‘ (Bahrain) Domare: Kim Jong-hyeok (Sydkorea) | Ar Rifā‘ (Bahrain) Domare: Kim Jong-hyeok (Sydkorea) |

|             | 11 juni 2021 | Hongkong | 0 – 1           | Irak                     | Al Muharraq Stadium                            |                                                |
| 19:30 UTC+3 | 19:30 UTC+3  |          | (0 – 1) Rapport | 13′ Mohammed Qasim Majid | Arad (Bahrain) Domare: Hiroyuki Kimura (Japan) | Arad (Bahrain) Domare: Hiroyuki Kimura (Japan) |
| 19:30 UTC+3 | 19:30 UTC+3  |          |                 |                          | Arad (Bahrain) Domare: Hiroyuki Kimura (Japan) | Arad (Bahrain) Domare: Hiroyuki Kimura (Japan) |
| 19:30 UTC+3 | 19:30 UTC+3  |          |                 |                          | Arad (Bahrain) Domare: Hiroyuki Kimura (Japan) | Arad (Bahrain) Domare: Hiroyuki Kimura (Japan) |

|             | 15 juni 2021 | Iran              | 1 – 0           | Irak | Khalifa Sports City Stadium                                           |                                                                       |
| 19:30 UTC+3 | 19:30 UTC+3  | Sardar Azmoun 35′ | (1 – 0) Rapport |      | Madinat 'Isa (Bahrain) Publik: 0 Domare: Ilgiz Tantashev (Uzbekistan) | Madinat 'Isa (Bahrain) Publik: 0 Domare: Ilgiz Tantashev (Uzbekistan) |
| 19:30 UTC+3 | 19:30 UTC+3  |                   |                 |      | Madinat 'Isa (Bahrain) Publik: 0 Domare: Ilgiz Tantashev (Uzbekistan) | Madinat 'Isa (Bahrain) Publik: 0 Domare: Ilgiz Tantashev (Uzbekistan) |
| 19:30 UTC+3 | 19:30 UTC+3  |                   |                 |      | Madinat 'Isa (Bahrain) Publik: 0 Domare: Ilgiz Tantashev (Uzbekistan) | Madinat 'Isa (Bahrain) Publik: 0 Domare: Ilgiz Tantashev (Uzbekistan) |

|             | 15 juni 2021 | Bahrain                                                                             | 4 – 0           | Hongkong | Bahrain National Stadium                            |                                                     |
| 19:30 UTC+3 | 19:30 UTC+3  | Sayed Dhiya Saeed 49′ Hashim Sayed Isa 54′ (str.), 70′ Ismail Abdullatif 90′ (str.) | (0 – 0) Rapport |          | Ar Rifā‘ Publik: 0 Domare: Yaqoob Abdul Baki (Oman) | Ar Rifā‘ Publik: 0 Domare: Yaqoob Abdul Baki (Oman) |
| 19:30 UTC+3 | 19:30 UTC+3  |                                                                                     |                 |          | Ar Rifā‘ Publik: 0 Domare: Yaqoob Abdul Baki (Oman) | Ar Rifā‘ Publik: 0 Domare: Yaqoob Abdul Baki (Oman) |
| 19:30 UTC+3 | 19:30 UTC+3  |                                                                                     |                 |          | Ar Rifā‘ Publik: 0 Domare: Yaqoob Abdul Baki (Oman) | Ar Rifā‘ Publik: 0 Domare: Yaqoob Abdul Baki (Oman) |

### Grupp D
| Nr | Lag          | S | V | O | F | GM | IM | MS  | P  |
| -- | ------------ | - | - | - | - | -- | -- | --- | -- |
| 1  | Saudiarabien | 8 | 6 | 2 | 0 | 22 | 4  | +18 | 20 |
| 2  | Uzbekistan   | 8 | 5 | 0 | 3 | 18 | 9  | +9  | 15 |
| 3  | Palestina    | 8 | 3 | 1 | 4 | 10 | 10 | 0   | 10 |
| 4  | Singapore    | 8 | 2 | 1 | 5 | 7  | 22 | −15 | 7  |
| 5  | Jemen        | 8 | 1 | 2 | 5 | 6  | 18 | −12 | 5  |

|             | 5 september 2019 | Singapore                        | 2 – 2           | Jemen                                      | National Stadium                                       |                                                        |
| 19:45 UTC+8 | 19:45 UTC+8      | Ikhsan Fandi 27′ Faris Ramli 52′ | (1 – 2) Rapport | 34′ Abdulwasea Al-Matari 45′ Mohsen Qarawi | Kallang Publik: 7 018 Domare: Shaun Evans (Australien) | Kallang Publik: 7 018 Domare: Shaun Evans (Australien) |
| 19:45 UTC+8 | 19:45 UTC+8      |                                  |                 |                                            | Kallang Publik: 7 018 Domare: Shaun Evans (Australien) | Kallang Publik: 7 018 Domare: Shaun Evans (Australien) |
| 19:45 UTC+8 | 19:45 UTC+8      |                                  |                 |                                            | Kallang Publik: 7 018 Domare: Shaun Evans (Australien) | Kallang Publik: 7 018 Domare: Shaun Evans (Australien) |

|             | 5 september 2019 | Palestina                         | 2 – 0   | Uzbekistan | Faisal Al-Husseini International Stadium    |                                             |
| 17:00 UTC+3 | 17:00 UTC+3      | Oday Dabbagh 60′ Islam Batran 85′ | Rapport |            | Al-Ram Publik: 6 740 Domare: Fu Ming (Kina) | Al-Ram Publik: 6 740 Domare: Fu Ming (Kina) |
| 17:00 UTC+3 | 17:00 UTC+3      |                                   |         |            | Al-Ram Publik: 6 740 Domare: Fu Ming (Kina) | Al-Ram Publik: 6 740 Domare: Fu Ming (Kina) |
| 17:00 UTC+3 | 17:00 UTC+3      |                                   |         |            | Al-Ram Publik: 6 740 Domare: Fu Ming (Kina) | Al-Ram Publik: 6 740 Domare: Fu Ming (Kina) |

|             | 10 september 2019 | Singapore                              | 2 – 1   | Palestina       | Jalan Besar Stadium                                           |                                                               |
| 19:45 UTC+8 | 19:45 UTC+8       | Shakir Hamzah 3′ Safuwan Baharudin 38′ | Rapport | 13′ Yaser Hamed | Kallang Publik: 6 011 Domare: Yu Ming-hsun (Kinesiska Taipei) | Kallang Publik: 6 011 Domare: Yu Ming-hsun (Kinesiska Taipei) |
| 19:45 UTC+8 | 19:45 UTC+8       |                                        |         |                 | Kallang Publik: 6 011 Domare: Yu Ming-hsun (Kinesiska Taipei) | Kallang Publik: 6 011 Domare: Yu Ming-hsun (Kinesiska Taipei) |
| 19:45 UTC+8 | 19:45 UTC+8       |                                        |         |                 | Kallang Publik: 6 011 Domare: Yu Ming-hsun (Kinesiska Taipei) | Kallang Publik: 6 011 Domare: Yu Ming-hsun (Kinesiska Taipei) |

|             | 10 september 2019 | Jemen                             | 2 – 2           | Saudiarabien                            | Bahrain National Stadium                                             |                                                                      |
| 19:00 UTC+3 | 19:00 UTC+3       | Mohsen Qarawi 8′ Omar Al-Dahi 37′ | (2 – 1) Rapport | 23′ Hattan Bahebri 48′ Salem Al-Dawsari | Ar Rifā‘ (Bahrain) Publik: 3 100 Domare: Sivakorn Pu-udom (Thailand) | Ar Rifā‘ (Bahrain) Publik: 3 100 Domare: Sivakorn Pu-udom (Thailand) |
| 19:00 UTC+3 | 19:00 UTC+3       |                                   |                 |                                         | Ar Rifā‘ (Bahrain) Publik: 3 100 Domare: Sivakorn Pu-udom (Thailand) | Ar Rifā‘ (Bahrain) Publik: 3 100 Domare: Sivakorn Pu-udom (Thailand) |
| 19:00 UTC+3 | 19:00 UTC+3       |                                   |                 |                                         | Ar Rifā‘ (Bahrain) Publik: 3 100 Domare: Sivakorn Pu-udom (Thailand) | Ar Rifā‘ (Bahrain) Publik: 3 100 Domare: Sivakorn Pu-udom (Thailand) |

|             | 10 oktober 2019 | Uzbekistan                                                                                                | 5 – 0           | Jemen | Pakhtakor Central Stadium                             |                                                       |
| 17:00 UTC+5 | 17:00 UTC+5     | Sanjar Kodirkulov 3′ Eldor Shomurodov 33′ Jamshid Iskanderov 53′ Islom Tukhtakhujaev 72′ Igor Sergeev 90′ | (2 – 0) Rapport |       | Tasjkent Publik: 28 571 Domare: Hanna Hattab (Syrien) | Tasjkent Publik: 28 571 Domare: Hanna Hattab (Syrien) |
| 17:00 UTC+5 | 17:00 UTC+5     | |                 |       | Tasjkent Publik: 28 571 Domare: Hanna Hattab (Syrien) | Tasjkent Publik: 28 571 Domare: Hanna Hattab (Syrien) |
| 17:00 UTC+5 | 17:00 UTC+5     | |                 |       | Tasjkent Publik: 28 571 Domare: Hanna Hattab (Syrien) | Tasjkent Publik: 28 571 Domare: Hanna Hattab (Syrien) |

|             | 10 oktober 2019 | Saudiarabien                                      | 3 – 0           | Singapore | King Abdullah Sport City Stadium                      |                                                       |
| 20:00 UTC+3 | 20:00 UTC+3     | Abdulfattah Asiri 28′, 67′ Abdullah Al-Hamdan 61′ | (1 – 0) Rapport |           | Burayda Publik: 14 560 Domare: Kim Hee-gon (Sydkorea) | Burayda Publik: 14 560 Domare: Kim Hee-gon (Sydkorea) |
| 20:00 UTC+3 | 20:00 UTC+3     |                                                   |                 |           | Burayda Publik: 14 560 Domare: Kim Hee-gon (Sydkorea) | Burayda Publik: 14 560 Domare: Kim Hee-gon (Sydkorea) |
| 20:00 UTC+3 | 20:00 UTC+3     |                                                   |                 |           | Burayda Publik: 14 560 Domare: Kim Hee-gon (Sydkorea) | Burayda Publik: 14 560 Domare: Kim Hee-gon (Sydkorea) |

|             | 15 oktober 2019 | Singapore    | 1 – 3           | Uzbekistan                                   | National Stadium                                  |                                                   |
| 19:45 UTC+8 | 19:45 UTC+8     | Ikhsan 45+1′ | (1 – 1) Rapport | 15′ Odil Ahmedov 51′, 90+2′ Eldor Shomurodov | Kallang Publik: 12 547 Domare: Shen Yinhao (Kina) | Kallang Publik: 12 547 Domare: Shen Yinhao (Kina) |
| 19:45 UTC+8 | 19:45 UTC+8     |              |                 |                                              | Kallang Publik: 12 547 Domare: Shen Yinhao (Kina) | Kallang Publik: 12 547 Domare: Shen Yinhao (Kina) |
| 19:45 UTC+8 | 19:45 UTC+8     |              |                 |                                              | Kallang Publik: 12 547 Domare: Shen Yinhao (Kina) | Kallang Publik: 12 547 Domare: Shen Yinhao (Kina) |

|             | 15 oktober 2019 | Palestina | 0 – 0   | Saudiarabien | Faisal Al-Husseini International Stadium          |                                                   |
| 16:00 UTC+3 | 16:00 UTC+3     |           | Rapport |              | Al-Ram Publik: 12 000 Domare: Ahmed Al-Kaf (Oman) | Al-Ram Publik: 12 000 Domare: Ahmed Al-Kaf (Oman) |
| 16:00 UTC+3 | 16:00 UTC+3     |           |         |              | Al-Ram Publik: 12 000 Domare: Ahmed Al-Kaf (Oman) | Al-Ram Publik: 12 000 Domare: Ahmed Al-Kaf (Oman) |
| 16:00 UTC+3 | 16:00 UTC+3     |           |         |              | Al-Ram Publik: 12 000 Domare: Ahmed Al-Kaf (Oman) | Al-Ram Publik: 12 000 Domare: Ahmed Al-Kaf (Oman) |

|             | 14 november 2019 | Uzbekistan                                      | 2 – 3           | Saudiarabien                                         | Pakhtakor Central Stadium                          |                                                    |
| 17:00 UTC+5 | 17:00 UTC+5      | Eldor Shomurodov 16′ Otabek Shukurov 56′ (str.) | (1 – 1) Rapport | 23′ (str.), 85′ Salman Al-Faraj 89′ Salem Al-Dawsari | Tasjkent Publik: 31 524 Domare: Ryuji Sato (Japan) | Tasjkent Publik: 31 524 Domare: Ryuji Sato (Japan) |
| 17:00 UTC+5 | 17:00 UTC+5      |                                                 |                 |                                                      | Tasjkent Publik: 31 524 Domare: Ryuji Sato (Japan) | Tasjkent Publik: 31 524 Domare: Ryuji Sato (Japan) |
| 17:00 UTC+5 | 17:00 UTC+5      |                                                 |                 |                                                      | Tasjkent Publik: 31 524 Domare: Ryuji Sato (Japan) | Tasjkent Publik: 31 524 Domare: Ryuji Sato (Japan) |

|             | 14 november 2019 | Jemen            | 1 – 0           | Palestina | Sheikh Ali Bin Mohamad Stadium                                     |                                                                    |
| 18:00 UTC+3 | 18:00 UTC+3      | Omar Al-Dahi 54′ | (0 – 0) Rapport |           | Muharraq (Bahrain) Publik: 530 Domare: Adham Makhadmeh (Jordanien) | Muharraq (Bahrain) Publik: 530 Domare: Adham Makhadmeh (Jordanien) |
| 18:00 UTC+3 | 18:00 UTC+3      |                  |                 |           | Muharraq (Bahrain) Publik: 530 Domare: Adham Makhadmeh (Jordanien) | Muharraq (Bahrain) Publik: 530 Domare: Adham Makhadmeh (Jordanien) |
| 18:00 UTC+3 | 18:00 UTC+3      |                  |                 |           | Muharraq (Bahrain) Publik: 530 Domare: Adham Makhadmeh (Jordanien) | Muharraq (Bahrain) Publik: 530 Domare: Adham Makhadmeh (Jordanien) |

|             | 19 november 2019 | Uzbekistan                | 2 – 0           | Palestina | Pakhtakor Central Stadium                                 |                                                           |
| 17:00 UTC+5 | 17:00 UTC+5      | Eldor Shomurodov 18′, 58′ | (1 – 0) Rapport |           | Tasjkent Publik: 19 143 Domare: Nawaf Shukralla (Bahrain) | Tasjkent Publik: 19 143 Domare: Nawaf Shukralla (Bahrain) |
| 17:00 UTC+5 | 17:00 UTC+5      |                           |                 |           | Tasjkent Publik: 19 143 Domare: Nawaf Shukralla (Bahrain) | Tasjkent Publik: 19 143 Domare: Nawaf Shukralla (Bahrain) |
| 17:00 UTC+5 | 17:00 UTC+5      |                           |                 |           | Tasjkent Publik: 19 143 Domare: Nawaf Shukralla (Bahrain) | Tasjkent Publik: 19 143 Domare: Nawaf Shukralla (Bahrain) |

|             | 19 november 2019 | Jemen                  | 1 – 2           | Singapore                      | Sheikh Ali Bin Mohamad Stadium                             |                                                            |
| 18:00 UTC+3 | 18:00 UTC+3      | Nasser Al-Gahwashi 85′ | (0 – 1) Rapport | 19′ Ikhsan Fandi 52′ Hafiz Nor | Muharraq (Bahrain) Publik: 650 Domare: Minoru Tōjō (Japan) | Muharraq (Bahrain) Publik: 650 Domare: Minoru Tōjō (Japan) |
| 18:00 UTC+3 | 18:00 UTC+3      |                        |                 |                                | Muharraq (Bahrain) Publik: 650 Domare: Minoru Tōjō (Japan) | Muharraq (Bahrain) Publik: 650 Domare: Minoru Tōjō (Japan) |
| 18:00 UTC+3 | 18:00 UTC+3      |                        |                 |                                | Muharraq (Bahrain) Publik: 650 Domare: Minoru Tōjō (Japan) | Muharraq (Bahrain) Publik: 650 Domare: Minoru Tōjō (Japan) |

|             | 30 mars 2021 | Saudiarabien                                                                                      | 5 – 0           | Palestina | King Saud University Stadium        |                                     |
| 20:30 UTC+3 | 20:30 UTC+3  | Yasser Al-Shahrani 37′ Fahad Al-Muwallad 43′ Saleh Al-Shehri 52′, 58′ Salem Al-Dawsari 88′ (str.) | (2 – 0) Rapport |           | Riyadh Domare: Mohanad Qasim (Irak) | Riyadh Domare: Mohanad Qasim (Irak) |
| 20:30 UTC+3 | 20:30 UTC+3  |                                                                                                   |                 |           | Riyadh Domare: Mohanad Qasim (Irak) | Riyadh Domare: Mohanad Qasim (Irak) |
| 20:30 UTC+3 | 20:30 UTC+3  |                                                                                                   |                 |           | Riyadh Domare: Mohanad Qasim (Irak) | Riyadh Domare: Mohanad Qasim (Irak) |

|             | 3 juni 2021 | Palestina                                                           | 4 – 0           | Singapore | King Fahd International Stadium                                                       |                                                                                       |
| 21:00 UTC+3 | 21:00 UTC+3 | Tamer Seyam 19′ (str.), 30′ (str.) Oday Dabbagh 23′ Yaser Hamed 85′ | (3 – 0) Rapport |           | Riyadh (Saudiarabien) Domare: Mohammed Abdulla Hassan Mohamed (Förenade arabemiraten) | Riyadh (Saudiarabien) Domare: Mohammed Abdulla Hassan Mohamed (Förenade arabemiraten) |
| 21:00 UTC+3 | 21:00 UTC+3 |                                                                     |                 |           | Riyadh (Saudiarabien) Domare: Mohammed Abdulla Hassan Mohamed (Förenade arabemiraten) | Riyadh (Saudiarabien) Domare: Mohammed Abdulla Hassan Mohamed (Förenade arabemiraten) |
| 21:00 UTC+3 | 21:00 UTC+3 |                                                                     |                 |           | Riyadh (Saudiarabien) Domare: Mohammed Abdulla Hassan Mohamed (Förenade arabemiraten) | Riyadh (Saudiarabien) Domare: Mohammed Abdulla Hassan Mohamed (Förenade arabemiraten) |

|             | 5 juni 2021 | Saudiarabien                                   | 3 – 0           | Jemen | King Saud University Stadium                   |                                                |
| 21:00 UTC+3 | 21:00 UTC+3 | Salem Al-Dawsari 4′ Fahad Al-Muwallad 17′, 32′ | (3 – 0) Rapport |       | Riyadh Domare: Nivon Robesh Gamini (Sri Lanka) | Riyadh Domare: Nivon Robesh Gamini (Sri Lanka) |
| 21:00 UTC+3 | 21:00 UTC+3 |                                                |                 |       | Riyadh Domare: Nivon Robesh Gamini (Sri Lanka) | Riyadh Domare: Nivon Robesh Gamini (Sri Lanka) |
| 21:00 UTC+3 | 21:00 UTC+3 |                                                |                 |       | Riyadh Domare: Nivon Robesh Gamini (Sri Lanka) | Riyadh Domare: Nivon Robesh Gamini (Sri Lanka) |

|             | 7 juni 2021 | Uzbekistan                                                                                   | 5 – 0           | Singapore | King Fahd International Stadium                       |                                                       |
| 21:00 UTC+3 | 21:00 UTC+3 | Jaloliddin Masharipov 6′, 34′ Eldor Shomurodov 45+1′ Odil Ahmedov 50′ Irfan Fandi 88′ (sjm.) | (3 – 0) Rapport |           | Riyadh (Saudiarabien) Domare: Ali Abdulnabi (Bahrain) | Riyadh (Saudiarabien) Domare: Ali Abdulnabi (Bahrain) |
| 21:00 UTC+3 | 21:00 UTC+3 |                                                                                              |                 |           | Riyadh (Saudiarabien) Domare: Ali Abdulnabi (Bahrain) | Riyadh (Saudiarabien) Domare: Ali Abdulnabi (Bahrain) |
| 21:00 UTC+3 | 21:00 UTC+3 |                                                                                              |                 |           | Riyadh (Saudiarabien) Domare: Ali Abdulnabi (Bahrain) | Riyadh (Saudiarabien) Domare: Ali Abdulnabi (Bahrain) |

|             | 11 juni 2021 | Jemen | 0 – 1           | Uzbekistan                       | King Fahd International Stadium                                                       |                                                                                       |
| 21:00 UTC+3 | 21:00 UTC+3  |       | (0 – 1) Rapport | 19′ (str.) Jaloliddin Masharipov | Riyadh (Saudiarabien) Domare: Mohammed Abdulla Hassan Mohamed (Förenade arabemiraten) | Riyadh (Saudiarabien) Domare: Mohammed Abdulla Hassan Mohamed (Förenade arabemiraten) |
| 21:00 UTC+3 | 21:00 UTC+3  |       |                 |                                  | Riyadh (Saudiarabien) Domare: Mohammed Abdulla Hassan Mohamed (Förenade arabemiraten) | Riyadh (Saudiarabien) Domare: Mohammed Abdulla Hassan Mohamed (Förenade arabemiraten) |
| 21:00 UTC+3 | 21:00 UTC+3  |       |                 |                                  | Riyadh (Saudiarabien) Domare: Mohammed Abdulla Hassan Mohamed (Förenade arabemiraten) | Riyadh (Saudiarabien) Domare: Mohammed Abdulla Hassan Mohamed (Förenade arabemiraten) |

|             | 11 juni 2021 | Singapore | 0 – 3           | Saudiarabien                                                     | King Saud University Stadium                              |                                                           |
| 21:00 UTC+3 | 21:00 UTC+3  |           | (0 – 0) Rapport | 84′ Salem Al-Dawsari 86′ Fahad Al-Muwallad 90+6′ Saleh Al-Shehri | Riyadh (Saudiarabien) Domare: Mohanad Qasim Sarray (Irak) | Riyadh (Saudiarabien) Domare: Mohanad Qasim Sarray (Irak) |
| 21:00 UTC+3 | 21:00 UTC+3  |           |                 |                                                                  | Riyadh (Saudiarabien) Domare: Mohanad Qasim Sarray (Irak) | Riyadh (Saudiarabien) Domare: Mohanad Qasim Sarray (Irak) |
| 21:00 UTC+3 | 21:00 UTC+3  |           |                 |                                                                  | Riyadh (Saudiarabien) Domare: Mohanad Qasim Sarray (Irak) | Riyadh (Saudiarabien) Domare: Mohanad Qasim Sarray (Irak) |

|             | 15 juni 2021 | Saudiarabien                               | 3 – 0   | Uzbekistan | King Saud University Stadium        |                                     |
| 21:00 UTC+3 | 21:00 UTC+3  | Salman Al-Faraj 25′, 33′ Ali Al-Hassan 52′ | Rapport |            | Riyadh (Saudiarabien) Publik: 6 339 | Riyadh (Saudiarabien) Publik: 6 339 |
| 21:00 UTC+3 | 21:00 UTC+3  |                                            |         |            | Riyadh (Saudiarabien) Publik: 6 339 | Riyadh (Saudiarabien) Publik: 6 339 |
| 21:00 UTC+3 | 21:00 UTC+3  |                                            |         |            | Riyadh (Saudiarabien) Publik: 6 339 | Riyadh (Saudiarabien) Publik: 6 339 |

|             | 15 juni 2021 | Palestina                               | 3 – 0   | Jemen | King Fahd International Stadium |                       |
| 21:00 UTC+3 | 21:00 UTC+3  | Oday Dabbagh 43′, 84′ Yaser Hamed 45+3′ | Rapport |       | Riyadh (Saudiarabien)           | Riyadh (Saudiarabien) |
| 21:00 UTC+3 | 21:00 UTC+3  |                                         |         |       | Riyadh (Saudiarabien)           | Riyadh (Saudiarabien) |
| 21:00 UTC+3 | 21:00 UTC+3  |                                         |         |       | Riyadh (Saudiarabien)           | Riyadh (Saudiarabien) |

### Grupp E
Qatar är redan kvalificerat för VM som arrangör, men kvalspelet fungerar även som kval till Asiatiska mästerskapet 2023.
| Nr | Lag         | S | V | O | F | GM | IM | MS  | P  |
| -- | ----------- | - | - | - | - | -- | -- | --- | -- |
| 1  | Qatar       | 8 | 7 | 1 | 0 | 18 | 1  | +17 | 22 |
| 2  | Oman        | 8 | 6 | 0 | 2 | 16 | 6  | +10 | 18 |
| 3  | Indien      | 8 | 1 | 4 | 3 | 6  | 7  | −1  | 7  |
| 4  | Afghanistan | 8 | 1 | 3 | 4 | 5  | 15 | −10 | 6  |
| 5  | Bangladesh  | 8 | 0 | 2 | 6 | 3  | 19 | −16 | 2  |

|                | 5 september 2019 | Indien            | 1 – 2           | Oman                    | Indira Gandhi Athletic Stadium                           |                                                          |
| 19:30 UTC+5:30 | 19:30 UTC+5:30   | Sunil Chhetri 24′ | (1 – 0) Rapport | 82′, 90′ Rabia Al-Alawi | Guwahati Publik: 22 798 Domare: Mooud Bonyadifard (Iran) | Guwahati Publik: 22 798 Domare: Mooud Bonyadifard (Iran) |
| 19:30 UTC+5:30 | 19:30 UTC+5:30   |                   |                 |                         | Guwahati Publik: 22 798 Domare: Mooud Bonyadifard (Iran) | Guwahati Publik: 22 798 Domare: Mooud Bonyadifard (Iran) |
| 19:30 UTC+5:30 | 19:30 UTC+5:30   |                   |                 |                         | Guwahati Publik: 22 798 Domare: Mooud Bonyadifard (Iran) | Guwahati Publik: 22 798 Domare: Mooud Bonyadifard (Iran) |

|             | 5 september 2019 | Qatar                                                                                  | 6 – 0           | Afghanistan | Jassim Bin Hamad Stadium                             |                                                      |
| 19:30 UTC+3 | 19:30 UTC+3      | Almoez Ali 4′, 10′, 51′ Hassan Al-Haydos 13′ Abdelkarim Hassan 34′ Boualem Khoukhi 67′ | (4 – 0) Rapport |             | Doha Publik: 10 950 Domare: Aziz Asimov (Uzbekistan) | Doha Publik: 10 950 Domare: Aziz Asimov (Uzbekistan) |
| 19:30 UTC+3 | 19:30 UTC+3      |                                                                                        |                 |             | Doha Publik: 10 950 Domare: Aziz Asimov (Uzbekistan) | Doha Publik: 10 950 Domare: Aziz Asimov (Uzbekistan) |
| 19:30 UTC+3 | 19:30 UTC+3      |                                                                                        |                 |             | Doha Publik: 10 950 Domare: Aziz Asimov (Uzbekistan) | Doha Publik: 10 950 Domare: Aziz Asimov (Uzbekistan) |

|             | 10 september 2019 | Afghanistan      | 1 – 0           | Bangladesh | Pamir Stadium                                                  |                                                                |
| 19:00 UTC+5 | 19:00 UTC+5       | Farshad Noor 27′ | (1 – 0) Rapport |            | Dusjanbe (Tadzjikistan) Publik: 5 000 Domare: Zhang Lei (Kina) | Dusjanbe (Tadzjikistan) Publik: 5 000 Domare: Zhang Lei (Kina) |
| 19:00 UTC+5 | 19:00 UTC+5       |                  |                 |            | Dusjanbe (Tadzjikistan) Publik: 5 000 Domare: Zhang Lei (Kina) | Dusjanbe (Tadzjikistan) Publik: 5 000 Domare: Zhang Lei (Kina) |
| 19:00 UTC+5 | 19:00 UTC+5       |                  |                 |            | Dusjanbe (Tadzjikistan) Publik: 5 000 Domare: Zhang Lei (Kina) | Dusjanbe (Tadzjikistan) Publik: 5 000 Domare: Zhang Lei (Kina) |

|             | 10 september 2019 | Qatar | 0 – 0   | Indien | Jassim Bin Hamad Stadium                                |                                                         |
| 19:30 UTC+3 | 19:30 UTC+3       |       | Rapport |        | Doha Publik: 12 020 Domare: Nazmi Nasaruddin (Malaysia) | Doha Publik: 12 020 Domare: Nazmi Nasaruddin (Malaysia) |
| 19:30 UTC+3 | 19:30 UTC+3       |       |         |        | Doha Publik: 12 020 Domare: Nazmi Nasaruddin (Malaysia) | Doha Publik: 12 020 Domare: Nazmi Nasaruddin (Malaysia) |
| 19:30 UTC+3 | 19:30 UTC+3       |       |         |        | Doha Publik: 12 020 Domare: Nazmi Nasaruddin (Malaysia) | Doha Publik: 12 020 Domare: Nazmi Nasaruddin (Malaysia) |

|             | 10 oktober 2019 | Bangladesh | 0 – 2           | Qatar                                   | Bangabandhu National Stadium                      |                                                   |
| 19:00 UTC+6 | 19:00 UTC+6     |            | (0 – 1) Rapport | 28′ Yusuf Abdurisag 90+2′ Karim Boudiaf | Dhaka Publik: 24 570 Domare: Bijan Heidari (Iran) | Dhaka Publik: 24 570 Domare: Bijan Heidari (Iran) |
| 19:00 UTC+6 | 19:00 UTC+6     |            |                 |                                         | Dhaka Publik: 24 570 Domare: Bijan Heidari (Iran) | Dhaka Publik: 24 570 Domare: Bijan Heidari (Iran) |
| 19:00 UTC+6 | 19:00 UTC+6     |            |                 |                                         | Dhaka Publik: 24 570 Domare: Bijan Heidari (Iran) | Dhaka Publik: 24 570 Domare: Bijan Heidari (Iran) |

|             | 10 oktober 2019 | Oman                                                         | 3 – 0           | Afghanistan | Al-Seeb Stadium                                      |                                                      |
| 19:00 UTC+4 | 19:00 UTC+4     | Abdul Aziz Al-Muqbali 27′, 38′ Muhsen Al-Ghassani 61′ (str.) | (2 – 0) Rapport |             | Seeb Publik: 10 000 Domare: Ahmed Al-Ali (Jordanien) | Seeb Publik: 10 000 Domare: Ahmed Al-Ali (Jordanien) |
| 19:00 UTC+4 | 19:00 UTC+4     |                                                              |                 |             | Seeb Publik: 10 000 Domare: Ahmed Al-Ali (Jordanien) | Seeb Publik: 10 000 Domare: Ahmed Al-Ali (Jordanien) |
| 19:00 UTC+4 | 19:00 UTC+4     |                                                              |                 |             | Seeb Publik: 10 000 Domare: Ahmed Al-Ali (Jordanien) | Seeb Publik: 10 000 Domare: Ahmed Al-Ali (Jordanien) |

|                | 15 oktober 2019 | Indien        | 1 – 1           | Bangladesh     | Salt Lake Stadion                                          |                                                            |
| 19:30 UTC+5:30 | 19:30 UTC+5:30  | Adil Khan 88′ | (0 – 1) Rapport | 42′ Saad Uddin | Calcutta Publik: 53 286 Domare: Masoud Tufayelieh (Syrien) | Calcutta Publik: 53 286 Domare: Masoud Tufayelieh (Syrien) |
| 19:30 UTC+5:30 | 19:30 UTC+5:30  |               |                 |                | Calcutta Publik: 53 286 Domare: Masoud Tufayelieh (Syrien) | Calcutta Publik: 53 286 Domare: Masoud Tufayelieh (Syrien) |
| 19:30 UTC+5:30 | 19:30 UTC+5:30  |               |                 |                | Calcutta Publik: 53 286 Domare: Masoud Tufayelieh (Syrien) | Calcutta Publik: 53 286 Domare: Masoud Tufayelieh (Syrien) |

|             | 15 oktober 2019 | Qatar                        | 2 – 1   | Oman               | Al Janoub Stadium                               |                                                 |
| 19:30 UTC+3 | 19:30 UTC+3     | Akram Afif 2′ Almoez Ali 71′ | Rapport | 63′ Rabia Al-Alawi | Al Wakrah Publik: 26 731 Domare: Fu Ming (Kina) | Al Wakrah Publik: 26 731 Domare: Fu Ming (Kina) |
| 19:30 UTC+3 | 19:30 UTC+3     |                              |         |                    | Al Wakrah Publik: 26 731 Domare: Fu Ming (Kina) | Al Wakrah Publik: 26 731 Domare: Fu Ming (Kina) |
| 19:30 UTC+3 | 19:30 UTC+3     |                              |         |                    | Al Wakrah Publik: 26 731 Domare: Fu Ming (Kina) | Al Wakrah Publik: 26 731 Domare: Fu Ming (Kina) |

|             | 14 november 2019 | Afghanistan        | 1 – 1           | Indien                  | Pamir Stadium                                                                 |                                                                               |
| 19:00 UTC+5 | 19:00 UTC+5      | Zelfy Nazary 45+1′ | (1 – 0) Rapport | 90+3′ Seiminlen Doungel | Dusjanbe (Tadzjikistan) Publik: 8 100 Domare: Yu Ming-hsun (Kinesiska Taipei) | Dusjanbe (Tadzjikistan) Publik: 8 100 Domare: Yu Ming-hsun (Kinesiska Taipei) |
| 19:00 UTC+5 | 19:00 UTC+5      |                    |                 |                         | Dusjanbe (Tadzjikistan) Publik: 8 100 Domare: Yu Ming-hsun (Kinesiska Taipei) | Dusjanbe (Tadzjikistan) Publik: 8 100 Domare: Yu Ming-hsun (Kinesiska Taipei) |
| 19:00 UTC+5 | 19:00 UTC+5      |                    |                 |                         | Dusjanbe (Tadzjikistan) Publik: 8 100 Domare: Yu Ming-hsun (Kinesiska Taipei) | Dusjanbe (Tadzjikistan) Publik: 8 100 Domare: Yu Ming-hsun (Kinesiska Taipei) |

|             | 14 november 2019 | Oman                                                                            | 4 – 1           | Bangladesh      | Sultan Qaboos Sports Complex                        |                                                     |
| 19:00 UTC+4 | 19:00 UTC+4      | Mohsin Al-Khaldi 48′ Rabia Al-Alawi 68′ Arshad Al-Alawi 78′ Amran Al-Hidi 90+1′ | (0 – 0) Rapport | 81′ Biplu Ahmed | Muskat Publik: 24 000 Domare: Hanna Hattab (Syrien) | Muskat Publik: 24 000 Domare: Hanna Hattab (Syrien) |
| 19:00 UTC+4 | 19:00 UTC+4      |                                                                                 |                 |                 | Muskat Publik: 24 000 Domare: Hanna Hattab (Syrien) | Muskat Publik: 24 000 Domare: Hanna Hattab (Syrien) |
| 19:00 UTC+4 | 19:00 UTC+4      |                                                                                 |                 |                 | Muskat Publik: 24 000 Domare: Hanna Hattab (Syrien) | Muskat Publik: 24 000 Domare: Hanna Hattab (Syrien) |

|             | 19 november 2019 | Afghanistan | 0 – 1           | Qatar                 | Pamir Stadium                                                               |                                                                             |
| 19:00 UTC+5 | 19:00 UTC+5      |             | (0 – 0) Rapport | 76′ (str.) Akram Afif | Dusjanbe (Tadzjikistan) Publik: 6 000 Domare: Timur Faizullin (Kirgizistan) | Dusjanbe (Tadzjikistan) Publik: 6 000 Domare: Timur Faizullin (Kirgizistan) |
| 19:00 UTC+5 | 19:00 UTC+5      |             |                 |                       | Dusjanbe (Tadzjikistan) Publik: 6 000 Domare: Timur Faizullin (Kirgizistan) | Dusjanbe (Tadzjikistan) Publik: 6 000 Domare: Timur Faizullin (Kirgizistan) |
| 19:00 UTC+5 | 19:00 UTC+5      |             |                 |                       | Dusjanbe (Tadzjikistan) Publik: 6 000 Domare: Timur Faizullin (Kirgizistan) | Dusjanbe (Tadzjikistan) Publik: 6 000 Domare: Timur Faizullin (Kirgizistan) |

|             | 19 november 2019 | Oman                   | 1 – 0           | Indien | Sultan Qaboos Sports Complex                                  |                                                               |
| 19:00 UTC+4 | 19:00 UTC+4      | Muhsen Al-Ghassani 33′ | (1 – 0) Rapport |        | Muskat Publik: 24 250 Domare: Nivon Robesh Gamini (Sri Lanka) | Muskat Publik: 24 250 Domare: Nivon Robesh Gamini (Sri Lanka) |
| 19:00 UTC+4 | 19:00 UTC+4      |                        |                 |        | Muskat Publik: 24 250 Domare: Nivon Robesh Gamini (Sri Lanka) | Muskat Publik: 24 250 Domare: Nivon Robesh Gamini (Sri Lanka) |
| 19:00 UTC+4 | 19:00 UTC+4      |                        |                 |        | Muskat Publik: 24 250 Domare: Nivon Robesh Gamini (Sri Lanka) | Muskat Publik: 24 250 Domare: Nivon Robesh Gamini (Sri Lanka) |

|             | 4 december 2020 | Qatar                                                               | 5 – 0           | Bangladesh | Jassim Bin Hamad Stadium                                       |                                                                |
| 19:00 UTC+3 | 19:00 UTC+3     | Abdulaziz Hatem 9′ Akram Afif 33′, 90+2′ Almoez Ali 72′ (str.), 78′ | (2 – 0) Rapport |            | Doha Publik: 1 044 Domare: Mohd Amirul Izwan Yaacob (Malaysia) | Doha Publik: 1 044 Domare: Mohd Amirul Izwan Yaacob (Malaysia) |
| 19:00 UTC+3 | 19:00 UTC+3     |                                                                     |                 |            | Doha Publik: 1 044 Domare: Mohd Amirul Izwan Yaacob (Malaysia) | Doha Publik: 1 044 Domare: Mohd Amirul Izwan Yaacob (Malaysia) |
| 19:00 UTC+3 | 19:00 UTC+3     |                                                                     |                 |            | Doha Publik: 1 044 Domare: Mohd Amirul Izwan Yaacob (Malaysia) | Doha Publik: 1 044 Domare: Mohd Amirul Izwan Yaacob (Malaysia) |

|             | 3 juni 2021 | Bangladesh      | 1 – 1           | Afghanistan         | Jassim bin Hamad Stadion                       |                                                |
| 17:00 UTC+3 | 17:00 UTC+3 | Topu Barman 83′ | (0 – 0) Rapport | 47′ Amredin Sharifi | Doha, (Qatar) Domare: Mooud Bonyadifard (Iran) | Doha, (Qatar) Domare: Mooud Bonyadifard (Iran) |
| 17:00 UTC+3 | 17:00 UTC+3 |                 |                 |                     | Doha, (Qatar) Domare: Mooud Bonyadifard (Iran) | Doha, (Qatar) Domare: Mooud Bonyadifard (Iran) |
| 17:00 UTC+3 | 17:00 UTC+3 |                 |                 |                     | Doha, (Qatar) Domare: Mooud Bonyadifard (Iran) | Doha, (Qatar) Domare: Mooud Bonyadifard (Iran) |

|             | 3 juni 2021 | Indien | 0 – 1           | Qatar               | Jassim bin Hamad Stadion             |                                      |
| 20:00 UTC+3 | 20:00 UTC+3 |        | (0 – 1) Rapport | 33′ Abdulaziz Hatem | Doha, (Qatar) Domare: Ma Ning (Kina) | Doha, (Qatar) Domare: Ma Ning (Kina) |
| 20:00 UTC+3 | 20:00 UTC+3 |        |                 |                     | Doha, (Qatar) Domare: Ma Ning (Kina) | Doha, (Qatar) Domare: Ma Ning (Kina) |
| 20:00 UTC+3 | 20:00 UTC+3 |        |                 |                     | Doha, (Qatar) Domare: Ma Ning (Kina) | Doha, (Qatar) Domare: Ma Ning (Kina) |

|             | 7 juni 2021 | Bangladesh | 0 – 2           | Indien                   | Jassim bin Hamad Stadion                 |                                          |
| 17:00 UTC+3 | 17:00 UTC+3 |            | (0 – 0) Rapport | 79′, 90+2′ Sunil Chhetri | Doha, (Qatar) Domare: Zaid Thamer (Irak) | Doha, (Qatar) Domare: Zaid Thamer (Irak) |
| 17:00 UTC+3 | 17:00 UTC+3 |            |                 |                          | Doha, (Qatar) Domare: Zaid Thamer (Irak) | Doha, (Qatar) Domare: Zaid Thamer (Irak) |
| 17:00 UTC+3 | 17:00 UTC+3 |            |                 |                          | Doha, (Qatar) Domare: Zaid Thamer (Irak) | Doha, (Qatar) Domare: Zaid Thamer (Irak) |

|             | 7 juni 2021 | Oman | 0 – 1           | Qatar                       | Jassim bin Hamad Stadion                                 |                                                          |
| 20:00 UTC+3 | 20:00 UTC+3 |      | (0 – 1) Rapport | 39′ (str.) Hassan Al-Haydos | Doha, (Qatar) Domare: Hettikamkanamge Perera (Sri Lanka) | Doha, (Qatar) Domare: Hettikamkanamge Perera (Sri Lanka) |
| 20:00 UTC+3 | 20:00 UTC+3 |      |                 |                             | Doha, (Qatar) Domare: Hettikamkanamge Perera (Sri Lanka) | Doha, (Qatar) Domare: Hettikamkanamge Perera (Sri Lanka) |
| 20:00 UTC+3 | 20:00 UTC+3 |      |                 |                             | Doha, (Qatar) Domare: Hettikamkanamge Perera (Sri Lanka) | Doha, (Qatar) Domare: Hettikamkanamge Perera (Sri Lanka) |

|             | 11 juni 2021 | Afghanistan       | 1 – 2           | Oman                    | Jassim bin Hamad Stadion             |                                      |
| 20:00 UTC+3 | 20:00 UTC+3  | Omid Popalzay 23′ | (1 – 1) Rapport | 13′, 51′ Abdullah Fawaz | Doha, (Qatar) Domare: Ma Ning (Kina) | Doha, (Qatar) Domare: Ma Ning (Kina) |
| 20:00 UTC+3 | 20:00 UTC+3  |                   |                 |                         | Doha, (Qatar) Domare: Ma Ning (Kina) | Doha, (Qatar) Domare: Ma Ning (Kina) |
| 20:00 UTC+3 | 20:00 UTC+3  |                   |                 |                         | Doha, (Qatar) Domare: Ma Ning (Kina) | Doha, (Qatar) Domare: Ma Ning (Kina) |

|             | 15 juni 2021 | Indien                 | 1 – 1   | Afghanistan        | Jassim bin Hamad Stadion                             |                                                      |
| 17:00 UTC+3 | 17:00 UTC+3  | Ovays Azizi 75′ (sjm.) | Rapport | 81′ Hossein Zamani | Doha, (Qatar) Publik: 603 Domare: Ali Reda (Libanon) | Doha, (Qatar) Publik: 603 Domare: Ali Reda (Libanon) |
| 17:00 UTC+3 | 17:00 UTC+3  |                        |         |                    | Doha, (Qatar) Publik: 603 Domare: Ali Reda (Libanon) | Doha, (Qatar) Publik: 603 Domare: Ali Reda (Libanon) |
| 17:00 UTC+3 | 17:00 UTC+3  |                        |         |                    | Doha, (Qatar) Publik: 603 Domare: Ali Reda (Libanon) | Doha, (Qatar) Publik: 603 Domare: Ali Reda (Libanon) |

|             | 15 juni 2021 | Bangladesh | 0 – 3   | Oman                                            | Jassim bin Hamad Stadion                              |                                                       |
| 20:00 UTC+3 | 20:00 UTC+3  |            | Rapport | 22′ Mohammed Al-Ghafri 60′, 80′ Khalid Al-Hajri | Doha, (Qatar) Publik: 885 Domare: Ali Shaban (Kuwait) | Doha, (Qatar) Publik: 885 Domare: Ali Shaban (Kuwait) |
| 20:00 UTC+3 | 20:00 UTC+3  |            |         |                                                 | Doha, (Qatar) Publik: 885 Domare: Ali Shaban (Kuwait) | Doha, (Qatar) Publik: 885 Domare: Ali Shaban (Kuwait) |
| 20:00 UTC+3 | 20:00 UTC+3  |            |         |                                                 | Doha, (Qatar) Publik: 885 Domare: Ali Shaban (Kuwait) | Doha, (Qatar) Publik: 885 Domare: Ali Shaban (Kuwait) |

### Grupp F
| Nr | Lag          | S | V | O | F | GM | IM | MS  | P  |
| -- | ------------ | - | - | - | - | -- | -- | --- | -- |
| 1  | Japan        | 8 | 8 | 0 | 0 | 46 | 2  | +44 | 24 |
| 2  | Tadzjikistan | 8 | 4 | 1 | 3 | 14 | 12 | +2  | 13 |
| 3  | Kirgizistan  | 8 | 3 | 1 | 4 | 19 | 12 | +7  | 10 |
| 4  | Mongoliet    | 8 | 2 | 0 | 6 | 3  | 27 | −24 | 6  |
| 5  | Myanmar      | 8 | 2 | 0 | 6 | 6  | 35 | −29 | 6  |

|             | 5 september 2019 | Mongoliet          | 1 – 0           | Myanmar | MFF Football Centre                                       |                                                           |
| 17:00 UTC+5 | 17:00 UTC+5      | Dölgöön Amaraa 17′ | (1 – 0) Rapport |         | Ulan Bator Publik: 3 221 Domare: Rowan Arumughan (Indien) | Ulan Bator Publik: 3 221 Domare: Rowan Arumughan (Indien) |
| 17:00 UTC+5 | 17:00 UTC+5      |                    |                 |         | Ulan Bator Publik: 3 221 Domare: Rowan Arumughan (Indien) | Ulan Bator Publik: 3 221 Domare: Rowan Arumughan (Indien) |
| 17:00 UTC+5 | 17:00 UTC+5      |                    |                 |         | Ulan Bator Publik: 3 221 Domare: Rowan Arumughan (Indien) | Ulan Bator Publik: 3 221 Domare: Rowan Arumughan (Indien) |

|             | 5 september 2019 | Tadzjikistan          | 1 – 0           | Kirgizistan | Pamir Stadium                                               |                                                             |
| 19:00 UTC+5 | 19:00 UTC+5      | Alisher Dzhalilov 41′ | (1 – 0) Rapport |             | Dusjanbe Publik: 17 800 Domare: Adham Makhadmeh (Jordanien) | Dusjanbe Publik: 17 800 Domare: Adham Makhadmeh (Jordanien) |
| 19:00 UTC+5 | 19:00 UTC+5      |                       |                 |             | Dusjanbe Publik: 17 800 Domare: Adham Makhadmeh (Jordanien) | Dusjanbe Publik: 17 800 Domare: Adham Makhadmeh (Jordanien) |
| 19:00 UTC+5 | 19:00 UTC+5      |                       |                 |             | Dusjanbe Publik: 17 800 Domare: Adham Makhadmeh (Jordanien) | Dusjanbe Publik: 17 800 Domare: Adham Makhadmeh (Jordanien) |

|             | 10 september 2019 | Mongoliet | 0 – 1           | Tadzjikistan        | MFF Football Centre                                    |                                                        |
| 17:00 UTC+8 | 17:00 UTC+8       |           | (0 – 0) Rapport | 81′ Davron Ergashev | Ulan Bator Publik: 3 455 Domare: Hanna Hattab (Syrien) | Ulan Bator Publik: 3 455 Domare: Hanna Hattab (Syrien) |
| 17:00 UTC+8 | 17:00 UTC+8       |           |                 |                     | Ulan Bator Publik: 3 455 Domare: Hanna Hattab (Syrien) | Ulan Bator Publik: 3 455 Domare: Hanna Hattab (Syrien) |
| 17:00 UTC+8 | 17:00 UTC+8       |           |                 |                     | Ulan Bator Publik: 3 455 Domare: Hanna Hattab (Syrien) | Ulan Bator Publik: 3 455 Domare: Hanna Hattab (Syrien) |

|                | 10 september 2019 | Myanmar | 0 – 2           | Japan                                  | Thuwunna Stadium                                                |                                                                 |
| 18:50 UTC+6:30 | 18:50 UTC+6:30    |         | (0 – 2) Rapport | 16′ Shoya Nakajima 26′ Takumi Minamino | Rangoon Publik: 25 500 Domare: Ahmad Yacoub Ibrahim (Jordanien) | Rangoon Publik: 25 500 Domare: Ahmad Yacoub Ibrahim (Jordanien) |
| 18:50 UTC+6:30 | 18:50 UTC+6:30    |         |                 |                                        | Rangoon Publik: 25 500 Domare: Ahmad Yacoub Ibrahim (Jordanien) | Rangoon Publik: 25 500 Domare: Ahmad Yacoub Ibrahim (Jordanien) |
| 18:50 UTC+6:30 | 18:50 UTC+6:30    |         |                 |                                        | Rangoon Publik: 25 500 Domare: Ahmad Yacoub Ibrahim (Jordanien) | Rangoon Publik: 25 500 Domare: Ahmad Yacoub Ibrahim (Jordanien) |

|             | 10 oktober 2019 | Japan | 6 – 0           | Mongoliet | Saitama Stadium 2002                                      |                                                           |
| 19:35 UTC+9 | 19:35 UTC+9     | Takumi Minamino 22′ Maya Yoshida 29′ Yuto Nagatomo 33′ Kensuke Nagai 40′ Wataru Endo 57′ Daichi Kamada 82′ | (4 – 0) Rapport |           | Saitama Publik: 43 122 Domare: Chae Sang-hyeop (Sydkorea) | Saitama Publik: 43 122 Domare: Chae Sang-hyeop (Sydkorea) |
| 19:35 UTC+9 | 19:35 UTC+9     | |                 |           | Saitama Publik: 43 122 Domare: Chae Sang-hyeop (Sydkorea) | Saitama Publik: 43 122 Domare: Chae Sang-hyeop (Sydkorea) |
| 19:35 UTC+9 | 19:35 UTC+9     | |                 |           | Saitama Publik: 43 122 Domare: Chae Sang-hyeop (Sydkorea) | Saitama Publik: 43 122 Domare: Chae Sang-hyeop (Sydkorea) |

|             | 10 oktober 2019 | Kirgizistan                                                                                              | 7 – 0           | Myanmar | Dolen Omurzakov Stadium                                                    |                                                                            |
| 20:30 UTC+6 | 20:30 UTC+6     | Edgar Bernhardt 5′, 10′, 87′ (str.) Alimardon Shukurov 20′, 71′ Gulzhigit Alykulov 26′ Valery Kichin 45′ | (5 – 0) Rapport |         | Bisjkek Publik: 13 000 Domare: Omar Mohamed Al-Ali (Förenade arabemiraten) | Bisjkek Publik: 13 000 Domare: Omar Mohamed Al-Ali (Förenade arabemiraten) |
| 20:30 UTC+6 | 20:30 UTC+6     | |                 |         | Bisjkek Publik: 13 000 Domare: Omar Mohamed Al-Ali (Förenade arabemiraten) | Bisjkek Publik: 13 000 Domare: Omar Mohamed Al-Ali (Förenade arabemiraten) |
| 20:30 UTC+6 | 20:30 UTC+6     | |                 |         | Bisjkek Publik: 13 000 Domare: Omar Mohamed Al-Ali (Förenade arabemiraten) | Bisjkek Publik: 13 000 Domare: Omar Mohamed Al-Ali (Förenade arabemiraten) |

|             | 15 oktober 2019 | Mongoliet                        | 1 – 2           | Kirgizistan                               | MFF Football Centre                                          |                                                              |
| 16:00 UTC+8 | 16:00 UTC+8     | Norjmoogiin Tsedenbal 57′ (str.) | (0 – 2) Rapport | 13′ Gulzhigit Alykulov 42′ Mirlan Murzaev | Ulan Bator Publik: 2 182 Domare: Hussein Abo Yehia (Libanon) | Ulan Bator Publik: 2 182 Domare: Hussein Abo Yehia (Libanon) |
| 16:00 UTC+8 | 16:00 UTC+8     |                                  |                 |                                           | Ulan Bator Publik: 2 182 Domare: Hussein Abo Yehia (Libanon) | Ulan Bator Publik: 2 182 Domare: Hussein Abo Yehia (Libanon) |
| 16:00 UTC+8 | 16:00 UTC+8     |                                  |                 |                                           | Ulan Bator Publik: 2 182 Domare: Hussein Abo Yehia (Libanon) | Ulan Bator Publik: 2 182 Domare: Hussein Abo Yehia (Libanon) |

|             | 15 oktober 2019 | Tadzjikistan | 0 – 3           | Japan                                     | Pamir Stadium                                      |                                                    |
| 17:15 UTC+5 | 17:15 UTC+5     |              | (0 – 0) Rapport | 53′, 55′ Takumi Minamino 82′ Takuma Asano | Dusjanbe Publik: 19 100 Domare: Zaid Thamer (Irak) | Dusjanbe Publik: 19 100 Domare: Zaid Thamer (Irak) |
| 17:15 UTC+5 | 17:15 UTC+5     |              |                 |                                           | Dusjanbe Publik: 19 100 Domare: Zaid Thamer (Irak) | Dusjanbe Publik: 19 100 Domare: Zaid Thamer (Irak) |
| 17:15 UTC+5 | 17:15 UTC+5     |              |                 |                                           | Dusjanbe Publik: 19 100 Domare: Zaid Thamer (Irak) | Dusjanbe Publik: 19 100 Domare: Zaid Thamer (Irak) |

|                | 14 november 2019 | Myanmar                                                  | 4 – 3           | Tadzjikistan                                             | Mandalarthiri Stadium                                     |                                                           |
| 17:00 UTC+6:30 | 17:00 UTC+6:30   | Suan Lam Mang 10′, 41′ Aung Thu 48′ Maung Maung Lwin 63′ | (2 – 1) Rapport | 36′ (str.), 76′ Manuchekhr Dzhalilov 57′ Farkhod Vosiyev | Mandalay Publik: 7 365 Domare: Masoud Tufayelieh (Syrien) | Mandalay Publik: 7 365 Domare: Masoud Tufayelieh (Syrien) |
| 17:00 UTC+6:30 | 17:00 UTC+6:30   |                                                          |                 |                                                          | Mandalay Publik: 7 365 Domare: Masoud Tufayelieh (Syrien) | Mandalay Publik: 7 365 Domare: Masoud Tufayelieh (Syrien) |
| 17:00 UTC+6:30 | 17:00 UTC+6:30   |                                                          |                 |                                                          | Mandalay Publik: 7 365 Domare: Masoud Tufayelieh (Syrien) | Mandalay Publik: 7 365 Domare: Masoud Tufayelieh (Syrien) |

|             | 14 november 2019 | Kirgizistan | 0 – 2           | Japan                                          | Dolen Omurzakov Stadium                                         |                                                                 |
| 17:18 UTC+6 | 17:18 UTC+6      |             | (0 – 1) Rapport | 41′ (str.) Takumi Minamino 54′ Genki Haraguchi | Bisjkek Publik: 17 543 Domare: Mohammed Al-Hoish (Saudiarabien) | Bisjkek Publik: 17 543 Domare: Mohammed Al-Hoish (Saudiarabien) |
| 17:18 UTC+6 | 17:18 UTC+6      |             |                 |                                                | Bisjkek Publik: 17 543 Domare: Mohammed Al-Hoish (Saudiarabien) | Bisjkek Publik: 17 543 Domare: Mohammed Al-Hoish (Saudiarabien) |
| 17:18 UTC+6 | 17:18 UTC+6      |             |                 |                                                | Bisjkek Publik: 17 543 Domare: Mohammed Al-Hoish (Saudiarabien) | Bisjkek Publik: 17 543 Domare: Mohammed Al-Hoish (Saudiarabien) |

|                | 19 november 2019 | Myanmar          | 1 – 0           | Mongoliet | Mandalarthiri Stadium                                       |                                                             |
| 17:00 UTC+6:30 | 17:00 UTC+6:30   | Hlaing Bo Bo 17′ | (1 – 0) Rapport |           | Mandalay Publik: 17 468 Domare: Nazmi Nasaruddin (Malaysia) | Mandalay Publik: 17 468 Domare: Nazmi Nasaruddin (Malaysia) |
| 17:00 UTC+6:30 | 17:00 UTC+6:30   |                  |                 |           | Mandalay Publik: 17 468 Domare: Nazmi Nasaruddin (Malaysia) | Mandalay Publik: 17 468 Domare: Nazmi Nasaruddin (Malaysia) |
| 17:00 UTC+6:30 | 17:00 UTC+6:30   |                  |                 |           | Mandalay Publik: 17 468 Domare: Nazmi Nasaruddin (Malaysia) | Mandalay Publik: 17 468 Domare: Nazmi Nasaruddin (Malaysia) |

|             | 19 november 2019 | Kirgizistan           | 1 – 1           | Tadzjikistan          | Dolen Omurzakov Stadium                                      |                                                              |
| 20:00 UTC+6 | 20:00 UTC+6      | Tamirlan Kozubaev 83′ | (0 – 1) Rapport | 17′ Jahongir Ergashev | Bisjkek Publik: 15 873 Domare: Abdulrahman Al-Jassim (Qatar) | Bisjkek Publik: 15 873 Domare: Abdulrahman Al-Jassim (Qatar) |
| 20:00 UTC+6 | 20:00 UTC+6      |                       |                 |                       | Bisjkek Publik: 15 873 Domare: Abdulrahman Al-Jassim (Qatar) | Bisjkek Publik: 15 873 Domare: Abdulrahman Al-Jassim (Qatar) |
| 20:00 UTC+6 | 20:00 UTC+6      |                       |                 |                       | Bisjkek Publik: 15 873 Domare: Abdulrahman Al-Jassim (Qatar) | Bisjkek Publik: 15 873 Domare: Abdulrahman Al-Jassim (Qatar) |

|             | 25 mars 2021 | Tadzjikistan                                                     | 3 – 0           | Mongoliet | Pamir Stadium                                      |                                                    |
| 18:00 UTC+5 | 18:00 UTC+5  | Manuchekhr Dzhalilov 4′ Alisher Dzhalilov 50′ Shahrom Samiev 87′ | (1 – 0) Rapport |           | Dusjanbe Publik: 9 300 Domare: Ali Al Qaysi (Irak) | Dusjanbe Publik: 9 300 Domare: Ali Al Qaysi (Irak) |
| 18:00 UTC+5 | 18:00 UTC+5  |                                                                  |                 |           | Dusjanbe Publik: 9 300 Domare: Ali Al Qaysi (Irak) | Dusjanbe Publik: 9 300 Domare: Ali Al Qaysi (Irak) |
| 18:00 UTC+5 | 18:00 UTC+5  |                                                                  |                 |           | Dusjanbe Publik: 9 300 Domare: Ali Al Qaysi (Irak) | Dusjanbe Publik: 9 300 Domare: Ali Al Qaysi (Irak) |

|             | 30 mars 2021 | Mongoliet | 00 – 14         | Japan | Fukuda Denshi Arena                                                         |                                                                             |
| 19:30 UTC+9 | 19:30 UTC+9  |           | (0 – 5) Rapport | 13′ Takumi Minamino 23′, 55′, 90+2′ Yuya Osako 26′ Daichi Kamada 33′ Hidemasa Morita 39′ (sjm.) Khash-Erdene Tuya 68′, 90+3′ Sho Inagaki 73′, 79′ Junya Ito 78′, 87′ Kyogo Furuhashi 90+1′ Takuma Asano | Chiba (Japan) Publik: 0 Domare: Omar Mohamed Al-Ali (Förenade arabemiraten) | Chiba (Japan) Publik: 0 Domare: Omar Mohamed Al-Ali (Förenade arabemiraten) |
| 19:30 UTC+9 | 19:30 UTC+9  |           |                 | | Chiba (Japan) Publik: 0 Domare: Omar Mohamed Al-Ali (Förenade arabemiraten) | Chiba (Japan) Publik: 0 Domare: Omar Mohamed Al-Ali (Förenade arabemiraten) |
| 19:30 UTC+9 | 19:30 UTC+9  |           |                 | | Chiba (Japan) Publik: 0 Domare: Omar Mohamed Al-Ali (Förenade arabemiraten) | Chiba (Japan) Publik: 0 Domare: Omar Mohamed Al-Ali (Förenade arabemiraten) |

|             | 28 maj 2021 | Japan | 10 – 00         | Myanmar | Fukuda Denshi Arena                         |                                             |
| 19:20 UTC+9 | 19:20 UTC+9 | Takumi Minamino 8′, 66′ Yuya Osako 22′, 30′ (str.), 36′, 49′, 88′ Hidemasa Morita 57′ Daichi Kamada 84′ Ko Itakura 90+1′ | (4 – 0) Rapport |         | Chiba Publik: 0 Domare: Hasan Akrami (Iran) | Chiba Publik: 0 Domare: Hasan Akrami (Iran) |
| 19:20 UTC+9 | 19:20 UTC+9 | |                 |         | Chiba Publik: 0 Domare: Hasan Akrami (Iran) | Chiba Publik: 0 Domare: Hasan Akrami (Iran) |
| 19:20 UTC+9 | 19:20 UTC+9 | |                 |         | Chiba Publik: 0 Domare: Hasan Akrami (Iran) | Chiba Publik: 0 Domare: Hasan Akrami (Iran) |

|             | 7 juni 2021 | Kirgizistan | 0 – 1           | Mongoliet                  | Yanmar Stadium Nagai                                            |                                                                 |
| 16:00 UTC+9 | 16:00 UTC+9 |             | (0 – 1) Rapport | 34′ Oyunbaataryn Mijiddorj | Osaka (Japan) Publik: 0 Domare: Yu Ming-hsun (Kinesiska Taipei) | Osaka (Japan) Publik: 0 Domare: Yu Ming-hsun (Kinesiska Taipei) |
| 16:00 UTC+9 | 16:00 UTC+9 |             |                 |                            | Osaka (Japan) Publik: 0 Domare: Yu Ming-hsun (Kinesiska Taipei) | Osaka (Japan) Publik: 0 Domare: Yu Ming-hsun (Kinesiska Taipei) |
| 16:00 UTC+9 | 16:00 UTC+9 |             |                 |                            | Osaka (Japan) Publik: 0 Domare: Yu Ming-hsun (Kinesiska Taipei) | Osaka (Japan) Publik: 0 Domare: Yu Ming-hsun (Kinesiska Taipei) |

|             | 7 juni 2021 | Japan                                                                       | 4 – 1           | Tadzjikistan        | Panasonic Stadium                                                    |                                                                      |
| 19:30 UTC+9 | 19:30 UTC+9 | Kyogo Furuhashi 6′ Takumi Minamino 40′ Kento Hashimoto 51′ Hayao Kawabe 71′ | (2 – 1) Rapport | 9′ Ehson Panjshanbe | Suita, Osaka (Japan) Publik: 0 Domare: Abdulrahman Al-Jassim (Qatar) | Suita, Osaka (Japan) Publik: 0 Domare: Abdulrahman Al-Jassim (Qatar) |
| 19:30 UTC+9 | 19:30 UTC+9 |                                                                             |                 |                     | Suita, Osaka (Japan) Publik: 0 Domare: Abdulrahman Al-Jassim (Qatar) | Suita, Osaka (Japan) Publik: 0 Domare: Abdulrahman Al-Jassim (Qatar) |
| 19:30 UTC+9 | 19:30 UTC+9 |                                                                             |                 |                     | Suita, Osaka (Japan) Publik: 0 Domare: Abdulrahman Al-Jassim (Qatar) | Suita, Osaka (Japan) Publik: 0 Domare: Abdulrahman Al-Jassim (Qatar) |

|             | 11 juni 2021 | Myanmar          | 1 – 8           | Kirgizistan | Yanmar Stadium Nagai                                        |                                                             |
| 16:00 UTC+9 | 16:00 UTC+9  | Hlaing Bo Bo 69′ | (0 – 5) Rapport | 22′ Tursunali Rustamov 29′ Gulzhigit Alykulov 34′ Farhat Musabekov 45′ Alimardon Shukurov 45+2′, 61′, 78′ Mirlan Murzaev 63′ Abay Bokoleyev | Osaka (Japan) Publik: 0 Domare: Hussein Abo Yehia (Libanon) | Osaka (Japan) Publik: 0 Domare: Hussein Abo Yehia (Libanon) |
| 16:00 UTC+9 | 16:00 UTC+9  |                  |                 | | Osaka (Japan) Publik: 0 Domare: Hussein Abo Yehia (Libanon) | Osaka (Japan) Publik: 0 Domare: Hussein Abo Yehia (Libanon) |
| 16:00 UTC+9 | 16:00 UTC+9  |                  |                 | | Osaka (Japan) Publik: 0 Domare: Hussein Abo Yehia (Libanon) | Osaka (Japan) Publik: 0 Domare: Hussein Abo Yehia (Libanon) |

|             | 15 juni 2021 | Japan                                                           | 5 – 1           | Kirgizistan                 | Panasonic Stadium                                             |                                                               |
| 19:25 UTC+9 | 19:25 UTC+9  | Ado Onaiwu 27′ (str.), 31′, 33′ Sho Sasaki 72′ Takuma Asano 77′ | (3 – 1) Rapport | 45+2′ (str.) Mirlan Murzaev | Suita, Osaka (Japan) Publik: 0 Domare: Omar Al-Yaqoubi (Oman) | Suita, Osaka (Japan) Publik: 0 Domare: Omar Al-Yaqoubi (Oman) |
| 19:25 UTC+9 | 19:25 UTC+9  |                                                                 |                 |                             | Suita, Osaka (Japan) Publik: 0 Domare: Omar Al-Yaqoubi (Oman) | Suita, Osaka (Japan) Publik: 0 Domare: Omar Al-Yaqoubi (Oman) |
| 19:25 UTC+9 | 19:25 UTC+9  |                                                                 |                 |                             | Suita, Osaka (Japan) Publik: 0 Domare: Omar Al-Yaqoubi (Oman) | Suita, Osaka (Japan) Publik: 0 Domare: Omar Al-Yaqoubi (Oman) |

|             | 15 juni 2021 | Tadzjikistan                                                                          | 4 – 0           | Myanmar | Yanmar Stadium Nagai                                                        |                                                                             |
| 19:25 UTC+9 | 19:25 UTC+9  | Komron Tursunov 34′ Manuchekhr Dzhalilov 53′ Sheriddin Boboev 78′ Shakhrom Samiev 87′ | (1 – 0) Rapport |         | Osaka (Japan) Publik: 0 Domare: Omar Mohamed Al-Ali (Förenade arabemiraten) | Osaka (Japan) Publik: 0 Domare: Omar Mohamed Al-Ali (Förenade arabemiraten) |
| 19:25 UTC+9 | 19:25 UTC+9  |                                                                                       |                 |         | Osaka (Japan) Publik: 0 Domare: Omar Mohamed Al-Ali (Förenade arabemiraten) | Osaka (Japan) Publik: 0 Domare: Omar Mohamed Al-Ali (Förenade arabemiraten) |
| 19:25 UTC+9 | 19:25 UTC+9  |                                                                                       |                 |         | Osaka (Japan) Publik: 0 Domare: Omar Mohamed Al-Ali (Förenade arabemiraten) | Osaka (Japan) Publik: 0 Domare: Omar Mohamed Al-Ali (Förenade arabemiraten) |

### Grupp G
| Nr | Lag                   | S | V | O | F | GM | IM | MS  | P  |
| -- | --------------------- | - | - | - | - | -- | -- | --- | -- |
| 1  | Förenade arabemiraten | 8 | 6 | 0 | 2 | 23 | 6  | +17 | 18 |
| 2  | Vietnam               | 8 | 5 | 2 | 1 | 13 | 5  | +8  | 17 |
| 3  | Malaysia              | 8 | 4 | 0 | 4 | 10 | 12 | −2  | 12 |
| 4  | Thailand              | 8 | 2 | 3 | 3 | 9  | 9  | 0   | 9  |
| 5  | Indonesien            | 8 | 0 | 1 | 7 | 5  | 27 | −22 | 1  |

|             | 5 september 2019 | Thailand | 0 – 0   | Vietnam | Thammasat Stadium                                         |                                                           |
| 19:00 UTC+7 | 19:00 UTC+7      |          | Rapport |         | Pathum Thani Publik: 19 011 Domare: Saoud Al-Adba (Qatar) | Pathum Thani Publik: 19 011 Domare: Saoud Al-Adba (Qatar) |
| 19:00 UTC+7 | 19:00 UTC+7      |          |         |         | Pathum Thani Publik: 19 011 Domare: Saoud Al-Adba (Qatar) | Pathum Thani Publik: 19 011 Domare: Saoud Al-Adba (Qatar) |
| 19:00 UTC+7 | 19:00 UTC+7      |          |         |         | Pathum Thani Publik: 19 011 Domare: Saoud Al-Adba (Qatar) | Pathum Thani Publik: 19 011 Domare: Saoud Al-Adba (Qatar) |

|             | 5 september 2019 | Indonesien              | 2 – 3           | Malaysia                                      | Gelora Bung Karno Stadium |                        |
| 19:30 UTC+7 | 19:30 UTC+7      | Beto Gonçalves 11′, 38′ | (2 – 1) Rapport | 36′, 90+6′ Mohamadou Sumareh 65′ Syafiq Ahmad | Jakarta Publik: 54 659    | Jakarta Publik: 54 659 |
| 19:30 UTC+7 | 19:30 UTC+7      |                         |                 |                                               | Jakarta Publik: 54 659    | Jakarta Publik: 54 659 |
| 19:30 UTC+7 | 19:30 UTC+7      |                         |                 |                                               | Jakarta Publik: 54 659    | Jakarta Publik: 54 659 |

|             | 10 september 2019 | Indonesien | 0 – 3           | Thailand                                                   | Gelora Bung Karno Stadium                     |                                               |
| 19:30 UTC+7 | 19:30 UTC+7       |            | (0 – 0) Rapport | 55′, 71′ Supachok Sarachat 65′ (str.) Theerathon Bunmathan | Jakarta Publik: 11 619 Domare: Ma Ning (Kina) | Jakarta Publik: 11 619 Domare: Ma Ning (Kina) |
| 19:30 UTC+7 | 19:30 UTC+7       |            |                 |                                                            | Jakarta Publik: 11 619 Domare: Ma Ning (Kina) | Jakarta Publik: 11 619 Domare: Ma Ning (Kina) |
| 19:30 UTC+7 | 19:30 UTC+7       |            |                 |                                                            | Jakarta Publik: 11 619 Domare: Ma Ning (Kina) | Jakarta Publik: 11 619 Domare: Ma Ning (Kina) |

|             | 10 september 2019 | Malaysia        | 1 – 2           | Förenade arabemiraten | Stadium Nasional Bukit Jalil                                |                                                             |
| 20:45 UTC+8 | 20:45 UTC+8       | Syafiq Ahmad 1′ | (1 – 1) Rapport | 43′, 75′ Ali Mabkhout | Kuala Lumpur Publik: 43 200 Domare: Hiroyuki Kimura (Japan) | Kuala Lumpur Publik: 43 200 Domare: Hiroyuki Kimura (Japan) |
| 20:45 UTC+8 | 20:45 UTC+8       |                 |                 |                       | Kuala Lumpur Publik: 43 200 Domare: Hiroyuki Kimura (Japan) | Kuala Lumpur Publik: 43 200 Domare: Hiroyuki Kimura (Japan) |
| 20:45 UTC+8 | 20:45 UTC+8       |                 |                 |                       | Kuala Lumpur Publik: 43 200 Domare: Hiroyuki Kimura (Japan) | Kuala Lumpur Publik: 43 200 Domare: Hiroyuki Kimura (Japan) |

|             | 10 oktober 2019 | Vietnam              | 1 – 0           | Malaysia | Mỹ Đình National Stadium                              |                                                       |
| 20:00 UTC+7 | 20:00 UTC+7     | Nguyễn Quang Hải 40′ | (1 – 0) Rapport |          | Hanoi Publik: 38 256 Domare: Mooud Bonyadifard (Iran) | Hanoi Publik: 38 256 Domare: Mooud Bonyadifard (Iran) |
| 20:00 UTC+7 | 20:00 UTC+7     |                      |                 |          | Hanoi Publik: 38 256 Domare: Mooud Bonyadifard (Iran) | Hanoi Publik: 38 256 Domare: Mooud Bonyadifard (Iran) |
| 20:00 UTC+7 | 20:00 UTC+7     |                      |                 |          | Hanoi Publik: 38 256 Domare: Mooud Bonyadifard (Iran) | Hanoi Publik: 38 256 Domare: Mooud Bonyadifard (Iran) |

|             | 10 oktober 2019 | Förenade arabemiraten                                                  | 5 – 0           | Indonesien | Al Maktoum Stadium                                      |                                                         |
| 20:00 UTC+4 | 20:00 UTC+4     | Khalil Ibrahim 40′ Ali Mabkhout 51′, 63′ (str.), 72′ Tareq Ahmed 90+3′ | (1 – 0) Rapport |            | Dubai Publik: 6 678 Domare: Adham Makhadmeh (Jordanien) | Dubai Publik: 6 678 Domare: Adham Makhadmeh (Jordanien) |
| 20:00 UTC+4 | 20:00 UTC+4     |                                                                        |                 |            | Dubai Publik: 6 678 Domare: Adham Makhadmeh (Jordanien) | Dubai Publik: 6 678 Domare: Adham Makhadmeh (Jordanien) |
| 20:00 UTC+4 | 20:00 UTC+4     |                                                                        |                 |            | Dubai Publik: 6 678 Domare: Adham Makhadmeh (Jordanien) | Dubai Publik: 6 678 Domare: Adham Makhadmeh (Jordanien) |

|             | 15 oktober 2019 | Indonesien        | 1 – 3           | Vietnam                                                      | Kapten I Wayan Dipta Stadium                                   |                                                                |
| 19:30 UTC+8 | 19:30 UTC+8     | Irfan Bachdim 84′ | (0 – 1) Rapport | 26′ Đỗ Duy Mạnh 55′ (str.) Quế Ngọc Hải 61′ Nguyễn Tiến Linh | Gianyar Publik: 8 237 Domare: Turki Al-Khudhayr (Saudiarabien) | Gianyar Publik: 8 237 Domare: Turki Al-Khudhayr (Saudiarabien) |
| 19:30 UTC+8 | 19:30 UTC+8     |                   |                 |                                                              | Gianyar Publik: 8 237 Domare: Turki Al-Khudhayr (Saudiarabien) | Gianyar Publik: 8 237 Domare: Turki Al-Khudhayr (Saudiarabien) |
| 19:30 UTC+8 | 19:30 UTC+8     |                   |                 |                                                              | Gianyar Publik: 8 237 Domare: Turki Al-Khudhayr (Saudiarabien) | Gianyar Publik: 8 237 Domare: Turki Al-Khudhayr (Saudiarabien) |

|             | 15 oktober 2019 | Thailand                             | 2 – 1           | Förenade arabemiraten | Thammasat Stadium                                                      |                                                                        |
| 19:00 UTC+7 | 19:00 UTC+7     | Teerasil Dangda 26′ Ekanit Panya 51′ | (1 – 1) Rapport | 45+2′ Ali Mabkhout    | Pathum Thani Publik: 16 057 Domare: Hettikamkanamge Perera (Sri Lanka) | Pathum Thani Publik: 16 057 Domare: Hettikamkanamge Perera (Sri Lanka) |
| 19:00 UTC+7 | 19:00 UTC+7     |                                      |                 |                       | Pathum Thani Publik: 16 057 Domare: Hettikamkanamge Perera (Sri Lanka) | Pathum Thani Publik: 16 057 Domare: Hettikamkanamge Perera (Sri Lanka) |
| 19:00 UTC+7 | 19:00 UTC+7     |                                      |                 |                       | Pathum Thani Publik: 16 057 Domare: Hettikamkanamge Perera (Sri Lanka) | Pathum Thani Publik: 16 057 Domare: Hettikamkanamge Perera (Sri Lanka) |

|             | 14 november 2019 | Malaysia                              | 2 – 1           | Thailand                | Stadium Nasional Bukit Jalil                         |                                                      |
| 20:45 UTC+8 | 20:45 UTC+8      | Brendan Gan 26′ Mohamadou Sumareh 57′ | (1 – 1) Rapport | 7′ Chanathip Songkrasin | Kuala Lumpur Publik: 39 363 Domare: Ali Sabah (Irak) | Kuala Lumpur Publik: 39 363 Domare: Ali Sabah (Irak) |
| 20:45 UTC+8 | 20:45 UTC+8      |                                       |                 |                         | Kuala Lumpur Publik: 39 363 Domare: Ali Sabah (Irak) | Kuala Lumpur Publik: 39 363 Domare: Ali Sabah (Irak) |
| 20:45 UTC+8 | 20:45 UTC+8      |                                       |                 |                         | Kuala Lumpur Publik: 39 363 Domare: Ali Sabah (Irak) | Kuala Lumpur Publik: 39 363 Domare: Ali Sabah (Irak) |

|             | 14 november 2019 | Vietnam              | 1 – 0           | Förenade arabemiraten | Mỹ Đình National Stadium                         |                                                  |
| 20:00 UTC+7 | 20:00 UTC+7      | Nguyễn Tiến Linh 44′ | (1 – 0) Rapport |                       | Hanoi Publik: 37 879 Domare: Jumpei Iida (Japan) | Hanoi Publik: 37 879 Domare: Jumpei Iida (Japan) |
| 20:00 UTC+7 | 20:00 UTC+7      |                      |                 |                       | Hanoi Publik: 37 879 Domare: Jumpei Iida (Japan) | Hanoi Publik: 37 879 Domare: Jumpei Iida (Japan) |
| 20:00 UTC+7 | 20:00 UTC+7      |                      |                 |                       | Hanoi Publik: 37 879 Domare: Jumpei Iida (Japan) | Hanoi Publik: 37 879 Domare: Jumpei Iida (Japan) |

|             | 19 november 2019 | Malaysia              | 2 – 0           | Indonesien | Stadium Nasional Bukit Jalil                               |                                                            |
| 20:45 UTC+8 | 20:45 UTC+8      | Safawi Rasid 30′, 73′ | (1 – 0) Rapport |            | Kuala Lumpur Publik: 75 044 Domare: Alireza Faghani (Iran) | Kuala Lumpur Publik: 75 044 Domare: Alireza Faghani (Iran) |
| 20:45 UTC+8 | 20:45 UTC+8      |                       |                 |            | Kuala Lumpur Publik: 75 044 Domare: Alireza Faghani (Iran) | Kuala Lumpur Publik: 75 044 Domare: Alireza Faghani (Iran) |
| 20:45 UTC+8 | 20:45 UTC+8      |                       |                 |            | Kuala Lumpur Publik: 75 044 Domare: Alireza Faghani (Iran) | Kuala Lumpur Publik: 75 044 Domare: Alireza Faghani (Iran) |

|             | 19 november 2019 | Vietnam | 0 – 0   | Thailand | Mỹ Đình National Stadium                         |                                                  |
| 20:00 UTC+7 | 20:00 UTC+7      |         | Rapport |          | Hanoi Publik: 40 000 Domare: Ahmed Al-Kaf (Oman) | Hanoi Publik: 40 000 Domare: Ahmed Al-Kaf (Oman) |
| 20:00 UTC+7 | 20:00 UTC+7      |         |         |          | Hanoi Publik: 40 000 Domare: Ahmed Al-Kaf (Oman) | Hanoi Publik: 40 000 Domare: Ahmed Al-Kaf (Oman) |
| 20:00 UTC+7 | 20:00 UTC+7      |         |         |          | Hanoi Publik: 40 000 Domare: Ahmed Al-Kaf (Oman) | Hanoi Publik: 40 000 Domare: Ahmed Al-Kaf (Oman) |

|             | 3 juni 2021 | Thailand                                       | 2 – 2           | Indonesien                                | Al Maktoum Stadium                                             |                                                                |
| 21:45 UTC+4 | 21:45 UTC+4 | Narubadin Weerawatnodom 5′ Adisak Kraisorn 50′ | (1 – 1) Rapport | 39′ I Kadek Agung Widnyana 60′ Evan Dimas | Dubai (Förenade Arabemiraten) Domare: Ammar Mahfoodh (Bahrain) | Dubai (Förenade Arabemiraten) Domare: Ammar Mahfoodh (Bahrain) |
| 21:45 UTC+4 | 21:45 UTC+4 |                                                |                 |                                           | Dubai (Förenade Arabemiraten) Domare: Ammar Mahfoodh (Bahrain) | Dubai (Förenade Arabemiraten) Domare: Ammar Mahfoodh (Bahrain) |
| 21:45 UTC+4 | 21:45 UTC+4 |                                                |                 |                                           | Dubai (Förenade Arabemiraten) Domare: Ammar Mahfoodh (Bahrain) | Dubai (Förenade Arabemiraten) Domare: Ammar Mahfoodh (Bahrain) |

|             | 3 juni 2021 | Förenade arabemiraten                                     | 4 – 0           | Malaysia | Zabeel Stadium                                                              |                                                                             |
| 21:45 UTC+4 | 21:45 UTC+4 | Ali Mabkhout 18′, 90+1′ Fábio Virginio de Lima 83′, 90+2′ | (1 – 0) Rapport |          | Dubai (Förenade Arabemiraten) Publik: 1 127 Domare: Kim Dae-yong (Sydkorea) | Dubai (Förenade Arabemiraten) Publik: 1 127 Domare: Kim Dae-yong (Sydkorea) |
| 21:45 UTC+4 | 21:45 UTC+4 |                                                           |                 |          | Dubai (Förenade Arabemiraten) Publik: 1 127 Domare: Kim Dae-yong (Sydkorea) | Dubai (Förenade Arabemiraten) Publik: 1 127 Domare: Kim Dae-yong (Sydkorea) |
| 21:45 UTC+4 | 21:45 UTC+4 |                                                           |                 |          | Dubai (Förenade Arabemiraten) Publik: 1 127 Domare: Kim Dae-yong (Sydkorea) | Dubai (Förenade Arabemiraten) Publik: 1 127 Domare: Kim Dae-yong (Sydkorea) |

|             | 7 juni 2021 | Förenade arabemiraten                                    | 3 – 1           | Thailand             | Zabeel Stadium                                           |                                                          |
| 21:45 UTC+4 | 21:45 UTC+4 | Caio 14′ Fábio Virginio de Lima 33′ Mohammed Jumaa 90+4′ | (2 – 0) Rapport | 54′ Suphanat Mueanta | Dubai (Förenade Arabemiraten) Domare: Ryuji Sato (Japan) | Dubai (Förenade Arabemiraten) Domare: Ryuji Sato (Japan) |
| 21:45 UTC+4 | 21:45 UTC+4 |                                                          |                 |                      | Dubai (Förenade Arabemiraten) Domare: Ryuji Sato (Japan) | Dubai (Förenade Arabemiraten) Domare: Ryuji Sato (Japan) |
| 21:45 UTC+4 | 21:45 UTC+4 |                                                          |                 |                      | Dubai (Förenade Arabemiraten) Domare: Ryuji Sato (Japan) | Dubai (Förenade Arabemiraten) Domare: Ryuji Sato (Japan) |

|             | 7 juni 2021 | Vietnam                                                                           | 4 – 0           | Indonesien | Al Maktoum Stadium                                             |                                                                |
| 21:45 UTC+4 | 21:45 UTC+4 | Nguyễn Tiến Linh 51′ Nguyễn Quang Hải 62′ Nguyễn Công Phượng 67′ Vũ Văn Thanh 74′ | (0 – 0) Rapport |            | Dubai (Förenade Arabemiraten) Domare: Ahmed Al-Ali (Jordanien) | Dubai (Förenade Arabemiraten) Domare: Ahmed Al-Ali (Jordanien) |
| 21:45 UTC+4 | 21:45 UTC+4 |                                                                                   |                 |            | Dubai (Förenade Arabemiraten) Domare: Ahmed Al-Ali (Jordanien) | Dubai (Förenade Arabemiraten) Domare: Ahmed Al-Ali (Jordanien) |
| 21:45 UTC+4 | 21:45 UTC+4 |                                                                                   |                 |            | Dubai (Förenade Arabemiraten) Domare: Ahmed Al-Ali (Jordanien) | Dubai (Förenade Arabemiraten) Domare: Ahmed Al-Ali (Jordanien) |

|             | 11 juni 2021 | Indonesien | 0 – 5           | Förenade arabemiraten                                                                | Zabeel Stadium                                                         |                                                                        |
| 21:45 UTC+4 | 21:45 UTC+4  |            | (0 – 2) Rapport | 22′, 49′ (str.) Ali Mabkhout 28′, 55′ Fábio Virginio de Lima 86′ Sebastián Tagliabúe | Dubai (Förenade Arabemiraten) Domare: Mohammed Al-Hoish (Saudiarabien) | Dubai (Förenade Arabemiraten) Domare: Mohammed Al-Hoish (Saudiarabien) |
| 21:45 UTC+4 | 21:45 UTC+4  |            |                 |                                                                                      | Dubai (Förenade Arabemiraten) Domare: Mohammed Al-Hoish (Saudiarabien) | Dubai (Förenade Arabemiraten) Domare: Mohammed Al-Hoish (Saudiarabien) |
| 21:45 UTC+4 | 21:45 UTC+4  |            |                 |                                                                                      | Dubai (Förenade Arabemiraten) Domare: Mohammed Al-Hoish (Saudiarabien) | Dubai (Förenade Arabemiraten) Domare: Mohammed Al-Hoish (Saudiarabien) |

|             | 11 juni 2021 | Malaysia             | 1 – 2           | Vietnam                                      | Al Maktoum Stadium                                       |                                                          |
| 21:45 UTC+4 | 21:45 UTC+4  | Guilherme 72′ (str.) | (0 – 1) Rapport | 27′ Nguyễn Tiến Linh 82′ (str.) Quế Ngọc Hải | Dubai (Förenade Arabemiraten) Domare: Ryuji Sato (Japan) | Dubai (Förenade Arabemiraten) Domare: Ryuji Sato (Japan) |
| 21:45 UTC+4 | 21:45 UTC+4  |                      |                 |                                              | Dubai (Förenade Arabemiraten) Domare: Ryuji Sato (Japan) | Dubai (Förenade Arabemiraten) Domare: Ryuji Sato (Japan) |
| 21:45 UTC+4 | 21:45 UTC+4  |                      |                 |                                              | Dubai (Förenade Arabemiraten) Domare: Ryuji Sato (Japan) | Dubai (Förenade Arabemiraten) Domare: Ryuji Sato (Japan) |

|             | 15 juni 2021 | Förenade arabemiraten                                       | 3 – 2           | Vietnam                                    | Zabeel Stadium                                                       |                                                                      |
| 21:45 UTC+4 | 21:45 UTC+4  | Ali Aalmeen 32′ Ali Mabkhout 40′ (str.) Mahmoud Khamees 50′ | (2 – 0) Rapport | 85′ Nguyễn Tiến Linh 90+3′ Tran Minh Vuong | Dubai (Förenade Arabemiraten) Publik: 1 355 Domare: Ali Sabah (Irak) | Dubai (Förenade Arabemiraten) Publik: 1 355 Domare: Ali Sabah (Irak) |
| 21:45 UTC+4 | 21:45 UTC+4  |                                                             |                 |                                            | Dubai (Förenade Arabemiraten) Publik: 1 355 Domare: Ali Sabah (Irak) | Dubai (Förenade Arabemiraten) Publik: 1 355 Domare: Ali Sabah (Irak) |
| 21:45 UTC+4 | 21:45 UTC+4  |                                                             |                 |                                            | Dubai (Förenade Arabemiraten) Publik: 1 355 Domare: Ali Sabah (Irak) | Dubai (Förenade Arabemiraten) Publik: 1 355 Domare: Ali Sabah (Irak) |

|             | 15 juni 2021 | Thailand | 0 – 1   | Malaysia                   | Al Maktoum Stadium                                                                 |                                                                                    |
| 21:45 UTC+4 | 21:45 UTC+4  |          | Rapport | 52′ (str.) Muhammad Safawi | Dubai (Förenade Arabemiraten) Publik: 142 Domare: Mohammed Al-Hoish (Saudiarabien) | Dubai (Förenade Arabemiraten) Publik: 142 Domare: Mohammed Al-Hoish (Saudiarabien) |
| 21:45 UTC+4 | 21:45 UTC+4  |          |         |                            | Dubai (Förenade Arabemiraten) Publik: 142 Domare: Mohammed Al-Hoish (Saudiarabien) | Dubai (Förenade Arabemiraten) Publik: 142 Domare: Mohammed Al-Hoish (Saudiarabien) |
| 21:45 UTC+4 | 21:45 UTC+4  |          |         |                            | Dubai (Förenade Arabemiraten) Publik: 142 Domare: Mohammed Al-Hoish (Saudiarabien) | Dubai (Förenade Arabemiraten) Publik: 142 Domare: Mohammed Al-Hoish (Saudiarabien) |

### Grupp H
| Nr | Lag          | S | V | O | F | GM | IM | MS  | P  |
| -- | ------------ | - | - | - | - | -- | -- | --- | -- |
| 1  | Sydkorea     | 6 | 5 | 1 | 0 | 22 | 1  | +21 | 16 |
| 2  | Libanon      | 6 | 3 | 1 | 2 | 11 | 8  | +3  | 10 |
| 3  | Turkmenistan | 6 | 3 | 0 | 3 | 8  | 11 | −3  | 9  |
| 4  | Sri Lanka    | 6 | 0 | 0 | 6 | 2  | 23 | −21 | 0  |
| 5  | Nordkorea    | 0 | 0 | 0 | 0 | 0  | 0  | 0   | 0  |

|             | 5 september 2019 | Nordkorea            | 2 – 0           | Libanon | Kim Il-sung Stadium                                           |                                                               |
| 17:30 UTC+9 | 17:30 UTC+9      | Jong Il-gwan 7′, 56′ | (1 – 0) Rapport |         | Pyongyang Publik: 40 000 Domare: Sherzod Kasimov (Uzbekistan) | Pyongyang Publik: 40 000 Domare: Sherzod Kasimov (Uzbekistan) |
| 17:30 UTC+9 | 17:30 UTC+9      |                      |                 |         | Pyongyang Publik: 40 000 Domare: Sherzod Kasimov (Uzbekistan) | Pyongyang Publik: 40 000 Domare: Sherzod Kasimov (Uzbekistan) |
| 17:30 UTC+9 | 17:30 UTC+9      |                      |                 |         | Pyongyang Publik: 40 000 Domare: Sherzod Kasimov (Uzbekistan) | Pyongyang Publik: 40 000 Domare: Sherzod Kasimov (Uzbekistan) |

|                | 5 september 2019 | Sri Lanka | 0 – 2           | Turkmenistan                                | Colombo Racecourse                                             |                                                                |
| 19:30 UTC+5:30 | 19:30 UTC+5:30   |           | (0 – 1) Rapport | 8′ Vahyt Orazsähedov 53′ Arslanmyrat Amanow | Colombo Publik: 1 120 Domare: Mohammed Al-Hoish (Saudiarabien) | Colombo Publik: 1 120 Domare: Mohammed Al-Hoish (Saudiarabien) |
| 19:30 UTC+5:30 | 19:30 UTC+5:30   |           |                 |                                             | Colombo Publik: 1 120 Domare: Mohammed Al-Hoish (Saudiarabien) | Colombo Publik: 1 120 Domare: Mohammed Al-Hoish (Saudiarabien) |
| 19:30 UTC+5:30 | 19:30 UTC+5:30   |           |                 |                                             | Colombo Publik: 1 120 Domare: Mohammed Al-Hoish (Saudiarabien) | Colombo Publik: 1 120 Domare: Mohammed Al-Hoish (Saudiarabien) |

|             | 10 september 2019 | Turkmenistan | 0 – 2           | Sydkorea                          | Köpetdag Stadium                                                          |                                                                           |
| 19:00 UTC+5 | 19:00 UTC+5       |              | (0 – 1) Rapport | 13′ Na Sang-ho 82′ Jung Woo-Young | Asjchabad Publik: 26 000 Domare: Ammar Al-Jeneibi (Förenade arabemiraten) | Asjchabad Publik: 26 000 Domare: Ammar Al-Jeneibi (Förenade arabemiraten) |
| 19:00 UTC+5 | 19:00 UTC+5       |              |                 |                                   | Asjchabad Publik: 26 000 Domare: Ammar Al-Jeneibi (Förenade arabemiraten) | Asjchabad Publik: 26 000 Domare: Ammar Al-Jeneibi (Förenade arabemiraten) |
| 19:00 UTC+5 | 19:00 UTC+5       |              |                 |                                   | Asjchabad Publik: 26 000 Domare: Ammar Al-Jeneibi (Förenade arabemiraten) | Asjchabad Publik: 26 000 Domare: Ammar Al-Jeneibi (Förenade arabemiraten) |

|                | 10 september 2019 | Sri Lanka | 0 – 1           | Nordkorea         | Colombo Racecourse                                          |                                                             |
| 19:30 UTC+5:30 | 19:30 UTC+5:30    |           | (0 – 0) Rapport | 67′ Jang Kuk-chol | Colombo Publik: 1 258 Domare: Timur Faizullin (Kirgizistan) | Colombo Publik: 1 258 Domare: Timur Faizullin (Kirgizistan) |
| 19:30 UTC+5:30 | 19:30 UTC+5:30    |           |                 |                   | Colombo Publik: 1 258 Domare: Timur Faizullin (Kirgizistan) | Colombo Publik: 1 258 Domare: Timur Faizullin (Kirgizistan) |
| 19:30 UTC+5:30 | 19:30 UTC+5:30    |           |                 |                   | Colombo Publik: 1 258 Domare: Timur Faizullin (Kirgizistan) | Colombo Publik: 1 258 Domare: Timur Faizullin (Kirgizistan) |

|             | 10 oktober 2019 | Sydkorea                                                                                                | 8 – 0           | Sri Lanka | Hwaseong Stadium                                    |                                                     |
| 20:00 UTC+9 | 20:00 UTC+9     | Son Heung-min 10′, 45+5′ (str.) Kim Shin-wook 17′, 30′, 54′, 64′ Hwang Hee-chan 20′ Kwon Chang-hoon 76′ | (5 – 0) Rapport |           | Hwaseong Publik: 23 522 Domare: Hasan Akrami (Iran) | Hwaseong Publik: 23 522 Domare: Hasan Akrami (Iran) |
| 20:00 UTC+9 | 20:00 UTC+9     | |                 |           | Hwaseong Publik: 23 522 Domare: Hasan Akrami (Iran) | Hwaseong Publik: 23 522 Domare: Hasan Akrami (Iran) |
| 20:00 UTC+9 | 20:00 UTC+9     | |                 |           | Hwaseong Publik: 23 522 Domare: Hasan Akrami (Iran) | Hwaseong Publik: 23 522 Domare: Hasan Akrami (Iran) |

|             | 10 oktober 2019 | Libanon                           | 2 – 1           | Turkmenistan               | Camille Chamoun Sports City Stadium               |                                                   |
| 19:00 UTC+3 | 19:00 UTC+3     | Hilal El-Helwe 5′ Nader Matar 64′ | (1 – 0) Rapport | 62′ Altymyrat Annadurdyýew | Beirut Publik: 7 820 Domare: Takuto Okabe (Japan) | Beirut Publik: 7 820 Domare: Takuto Okabe (Japan) |
| 19:00 UTC+3 | 19:00 UTC+3     |                                   |                 |                            | Beirut Publik: 7 820 Domare: Takuto Okabe (Japan) | Beirut Publik: 7 820 Domare: Takuto Okabe (Japan) |
| 19:00 UTC+3 | 19:00 UTC+3     |                                   |                 |                            | Beirut Publik: 7 820 Domare: Takuto Okabe (Japan) | Beirut Publik: 7 820 Domare: Takuto Okabe (Japan) |

|             | 15 oktober 2019 | Nordkorea | 0 – 0   | Sydkorea | Kim Il-sung Stadium                                         |                                                             |
| 17:30 UTC+9 | 17:30 UTC+9     |           | Rapport |          | Pyongyang Publik: 100 Domare: Abdulrahman Al-Jassim (Qatar) | Pyongyang Publik: 100 Domare: Abdulrahman Al-Jassim (Qatar) |
| 17:30 UTC+9 | 17:30 UTC+9     |           |         |          | Pyongyang Publik: 100 Domare: Abdulrahman Al-Jassim (Qatar) | Pyongyang Publik: 100 Domare: Abdulrahman Al-Jassim (Qatar) |
| 17:30 UTC+9 | 17:30 UTC+9     |           |         |          | Pyongyang Publik: 100 Domare: Abdulrahman Al-Jassim (Qatar) | Pyongyang Publik: 100 Domare: Abdulrahman Al-Jassim (Qatar) |

|                | 15 oktober 2019 | Sri Lanka | 0 – 3           | Libanon                                                  | Colombo Racecourse                                     |                                                        |
| 19:30 UTC+5:30 | 19:30 UTC+5:30  |           | (0 – 2) Rapport | 15′ (str.) Hassan Maatouk 38′ (str.), 81′ Hilal El-Helwe | Colombo Publik: 1 052 Domare: Ammar Mahfoodh (Bahrain) | Colombo Publik: 1 052 Domare: Ammar Mahfoodh (Bahrain) |
| 19:30 UTC+5:30 | 19:30 UTC+5:30  |           |                 |                                                          | Colombo Publik: 1 052 Domare: Ammar Mahfoodh (Bahrain) | Colombo Publik: 1 052 Domare: Ammar Mahfoodh (Bahrain) |
| 19:30 UTC+5:30 | 19:30 UTC+5:30  |           |                 |                                                          | Colombo Publik: 1 052 Domare: Ammar Mahfoodh (Bahrain) | Colombo Publik: 1 052 Domare: Ammar Mahfoodh (Bahrain) |

|             | 14 november 2019 | Turkmenistan                                                  | 3 – 0           | Nordkorea            | Köpetdag Stadium                                             |                                                              |
| 16:00 UTC+5 | 16:00 UTC+5      | Mihail Titow 23′ Arslanmyrat Amanow 73′ Vahyt Orazsähedov 88′ | (1 – 0) Rapport | 90+3′ Han Kwang-song | Asjchabad Publik: 26 500 Domare: Sivakorn Pu-udom (Thailand) | Asjchabad Publik: 26 500 Domare: Sivakorn Pu-udom (Thailand) |
| 16:00 UTC+5 | 16:00 UTC+5      |                                                               |                 |                      | Asjchabad Publik: 26 500 Domare: Sivakorn Pu-udom (Thailand) | Asjchabad Publik: 26 500 Domare: Sivakorn Pu-udom (Thailand) |
| 16:00 UTC+5 | 16:00 UTC+5      |                                                               |                 |                      | Asjchabad Publik: 26 500 Domare: Sivakorn Pu-udom (Thailand) | Asjchabad Publik: 26 500 Domare: Sivakorn Pu-udom (Thailand) |

|             | 14 november 2019 | Libanon | 0 – 0   | Sydkorea | Camille Chamoun Sports City Stadium                    |                                                        |
| 15:00 UTC+2 | 15:00 UTC+2      |         | Rapport |          | Beirut Publik: 170 Domare: Mohanad Qasim Sarray (Irak) | Beirut Publik: 170 Domare: Mohanad Qasim Sarray (Irak) |
| 15:00 UTC+2 | 15:00 UTC+2      |         |         |          | Beirut Publik: 170 Domare: Mohanad Qasim Sarray (Irak) | Beirut Publik: 170 Domare: Mohanad Qasim Sarray (Irak) |
| 15:00 UTC+2 | 15:00 UTC+2      |         |         |          | Beirut Publik: 170 Domare: Mohanad Qasim Sarray (Irak) | Beirut Publik: 170 Domare: Mohanad Qasim Sarray (Irak) |

|             | 19 november 2019 | Turkmenistan                                | 2 – 0           | Sri Lanka | Köpetdag Stadium                                       |                                                        |
| 16:00 UTC+5 | 16:00 UTC+5      | Abdy Bäşimow 44′ Altymyrat Annadurdyýew 59′ | (1 – 0) Rapport |           | Asjchabad Publik: 26 304 Domare: Saoud Al-Adba (Qatar) | Asjchabad Publik: 26 304 Domare: Saoud Al-Adba (Qatar) |
| 16:00 UTC+5 | 16:00 UTC+5      |                                             |                 |           | Asjchabad Publik: 26 304 Domare: Saoud Al-Adba (Qatar) | Asjchabad Publik: 26 304 Domare: Saoud Al-Adba (Qatar) |
| 16:00 UTC+5 | 16:00 UTC+5      |                                             |                 |           | Asjchabad Publik: 26 304 Domare: Saoud Al-Adba (Qatar) | Asjchabad Publik: 26 304 Domare: Saoud Al-Adba (Qatar) |

|             | 19 november 2019 | Libanon | 0 – 0   | Nordkorea | Camille Chamoun Sports City Stadium               |                                                   |
| 19:00 UTC+2 | 19:00 UTC+2      |         | Rapport |           | Beirut Publik: 0 Domare: Yaqoob Abdul Baki (Oman) | Beirut Publik: 0 Domare: Yaqoob Abdul Baki (Oman) |
| 19:00 UTC+2 | 19:00 UTC+2      |         |         |           | Beirut Publik: 0 Domare: Yaqoob Abdul Baki (Oman) | Beirut Publik: 0 Domare: Yaqoob Abdul Baki (Oman) |
| 19:00 UTC+2 | 19:00 UTC+2      |         |         |           | Beirut Publik: 0 Domare: Yaqoob Abdul Baki (Oman) | Beirut Publik: 0 Domare: Yaqoob Abdul Baki (Oman) |

|             | 3 juni 2021 | Nordkorea | Inställd | Sri Lanka | Goyang Stadium    |                   |
| 15:00 UTC+9 | 15:00 UTC+9 |           | Rapport  |           | Goyang (Sydkorea) | Goyang (Sydkorea) |
| 15:00 UTC+9 | 15:00 UTC+9 |           |          |           | Goyang (Sydkorea) | Goyang (Sydkorea) |
| 15:00 UTC+9 | 15:00 UTC+9 |           |          |           | Goyang (Sydkorea) | Goyang (Sydkorea) |

|             | 5 juni 2021 | Libanon                                | 3 – 2           | Sri Lanka                           | Goyang Stadium                                             |                                                            |
| 15:00 UTC+9 | 15:00 UTC+9 | Joan Oumari 11′, 44′ Mohamad Kdouh 17′ | (3 – 1) Rapport | 10′, 61′ (str.) Ahmed Waseem Razeek | Goyang (Sydkorea) Domare: Ahmad Yacoub Ibrahim (Jordanien) | Goyang (Sydkorea) Domare: Ahmad Yacoub Ibrahim (Jordanien) |
| 15:00 UTC+9 | 15:00 UTC+9 |                                        |                 |                                     | Goyang (Sydkorea) Domare: Ahmad Yacoub Ibrahim (Jordanien) | Goyang (Sydkorea) Domare: Ahmad Yacoub Ibrahim (Jordanien) |
| 15:00 UTC+9 | 15:00 UTC+9 |                                        |                 |                                     | Goyang (Sydkorea) Domare: Ahmad Yacoub Ibrahim (Jordanien) | Goyang (Sydkorea) Domare: Ahmad Yacoub Ibrahim (Jordanien) |

|             | 5 juni 2021 | Sydkorea                                                                     | 5 – 0           | Turkmenistan | Goyang Stadium                                             |                                                            |
| 20:00 UTC+9 | 20:00 UTC+9 | Hwang Ui-jo 9′, 72′ Nam Tae-hee 45+2′ Kim Young-gwon 56′ Kwon Chang-hoon 62′ | (2 – 0) Rapport |              | Goyang (Sydkorea) Domare: Turki Al-Khudhayr (Saudiarabien) | Goyang (Sydkorea) Domare: Turki Al-Khudhayr (Saudiarabien) |
| 20:00 UTC+9 | 20:00 UTC+9 |                                                                              |                 |              | Goyang (Sydkorea) Domare: Turki Al-Khudhayr (Saudiarabien) | Goyang (Sydkorea) Domare: Turki Al-Khudhayr (Saudiarabien) |
| 20:00 UTC+9 | 20:00 UTC+9 |                                                                              |                 |              | Goyang (Sydkorea) Domare: Turki Al-Khudhayr (Saudiarabien) | Goyang (Sydkorea) Domare: Turki Al-Khudhayr (Saudiarabien) |

|             | 7 juni 2021 | Sydkorea | Inställd | Nordkorea | Goyang Stadium |        |
| 20:00 UTC+9 | 20:00 UTC+9 |          | Rapport  |           | Goyang         | Goyang |
| 20:00 UTC+9 | 20:00 UTC+9 |          |          |           | Goyang         | Goyang |
| 20:00 UTC+9 | 20:00 UTC+9 |          |          |           | Goyang         | Goyang |

|             | 9 juni 2021 | Turkmenistan                                                               | 3 – 2           | Libanon                        | Goyang Stadium                                  |                                                 |
| 15:00 UTC+9 | 15:00 UTC+9 | Zafar Babajanow 59′ Güýçmyrat Annagulyýew 85′ Altymyrat Annadurdyýew 90+1′ | (0 – 0) Rapport | 73′ Rabih Ataya 75′ Soony Saad | Goyang (Sydkorea) Domare: Hanna Hattab (Syrien) | Goyang (Sydkorea) Domare: Hanna Hattab (Syrien) |
| 15:00 UTC+9 | 15:00 UTC+9 |                                                                            |                 |                                | Goyang (Sydkorea) Domare: Hanna Hattab (Syrien) | Goyang (Sydkorea) Domare: Hanna Hattab (Syrien) |
| 15:00 UTC+9 | 15:00 UTC+9 |                                                                            |                 |                                | Goyang (Sydkorea) Domare: Hanna Hattab (Syrien) | Goyang (Sydkorea) Domare: Hanna Hattab (Syrien) |

|             | 9 juni 2021 | Sri Lanka | 0 – 5           | Sydkorea                                                                               | Goyang Stadium                               |                                              |
| 20:00 UTC+9 | 20:00 UTC+9 |           | (0 – 3) Rapport | 14′, 42′ (str.) Kim Shin-wook 22′ Lee Dong-gyeong 53′ Hwang Hee-chan 77′ Jung Sang-bin | Goyang (Sydkorea) Domare: Shen Yinhao (Kina) | Goyang (Sydkorea) Domare: Shen Yinhao (Kina) |
| 20:00 UTC+9 | 20:00 UTC+9 |           |                 |                                                                                        | Goyang (Sydkorea) Domare: Shen Yinhao (Kina) | Goyang (Sydkorea) Domare: Shen Yinhao (Kina) |
| 20:00 UTC+9 | 20:00 UTC+9 |           |                 |                                                                                        | Goyang (Sydkorea) Domare: Shen Yinhao (Kina) | Goyang (Sydkorea) Domare: Shen Yinhao (Kina) |

|             | 13 juni 2021 | Sydkorea                                        | 2 – 1           | Libanon        | Goyang Stadium                                       |                                                      |
| 15:00 UTC+9 | 15:00 UTC+9  | Maher Sabra 51′ (sjm.) Son Heung-min 65′ (str.) | (0 – 1) Rapport | 12′ Soony Saad | Goyang Publik: 4 061 Domare: Khamid Al Marri (Qatar) | Goyang Publik: 4 061 Domare: Khamid Al Marri (Qatar) |
| 15:00 UTC+9 | 15:00 UTC+9  |                                                 |                 |                | Goyang Publik: 4 061 Domare: Khamid Al Marri (Qatar) | Goyang Publik: 4 061 Domare: Khamid Al Marri (Qatar) |
| 15:00 UTC+9 | 15:00 UTC+9  |                                                 |                 |                | Goyang Publik: 4 061 Domare: Khamid Al Marri (Qatar) | Goyang Publik: 4 061 Domare: Khamid Al Marri (Qatar) |

|             | 15 juni 2021 | Nordkorea | Inställd | Turkmenistan | Goyang Stadium    |                   |
| 15:00 UTC+9 | 15:00 UTC+9  |           | Rapport  |              | Goyang (Sydkorea) | Goyang (Sydkorea) |
| 15:00 UTC+9 | 15:00 UTC+9  |           |          |              | Goyang (Sydkorea) | Goyang (Sydkorea) |
| 15:00 UTC+9 | 15:00 UTC+9  |           |          |              | Goyang (Sydkorea) | Goyang (Sydkorea) |

## Ranking av grupptvåor
| Nr | Lag (grupp)      | S | V | O | F | GM | IM | MS  | P  |
| -- | ---------------- | - | - | - | - | -- | -- | --- | -- |
| 1  | Kina (A)         | 6 | 4 | 1 | 1 | 16 | 3  | +13 | 13 |
| 2  | Oman (E)         | 6 | 4 | 0 | 2 | 9  | 5  | +4  | 12 |
| 3  | Irak (C)         | 6 | 3 | 2 | 1 | 6  | 3  | +3  | 11 |
| 4  | Vietnam (G)      | 6 | 3 | 2 | 1 | 6  | 4  | +2  | 11 |
| 5  | Libanon (H)      | 6 | 3 | 1 | 2 | 11 | 8  | +3  | 10 |
| 6  | Tadzjikistan (F) | 6 | 3 | 1 | 2 | 7  | 8  | −1  | 10 |
| 7  | Uzbekistan (D)   | 6 | 3 | 0 | 3 | 12 | 9  | +3  | 9  |
| 8  | Kuwait (B)       | 6 | 2 | 2 | 2 | 8  | 6  | +2  | 8  |

## Anmärkningslista
1. 1 2 3 4  Syrien spelade sina hemmamatcher i Förenade Arabemiraten på grund av inbördeskrig.[1]
2. 1 2  Matcherna mellan Syrien och Guam bytte plats datummässigt, då visumprocessen för de syrianska spelarna inte skulle bli klar i tid.[2]
3. 1 2 3 4 5 6  Nepals hemmamatcher mot Kinesiska Taipei, Jordanien och Kuwait bytte plats med respektive bortamatch på en förfrågan av Nepals fotbollsförbund med medgivande av motståndarna.[3] Nepal har bara en arena som uppfyller kriterierna för tävlingen, Dasharath Rangasala, vilken skadades i en jordbävning 2015 och skulle inte hinna repareras i tid.[4]
4. ↑  Trots att man bytte speldatum för hemmamatcherna (Nepal-Kuwait, Nepal-Kinesiska Taipei och Nepal-Jordanien) med respektive bortamatch, spelar Nepal sina hemmamatcher i Bhutan då AFC ansåg att Dasharath Rangasala har en för dålig infrastruktur.[5]
5. 1 2  Av säkerhetsskäl på grund av protesterna i Irak spelade Irak sina hemmamatcher mot Iran och Bahrain i Jordanien.[6]
6. 1 2 3  Jemen spelar sina hemmamatcher i Bahrain av säkerhetsskäl på grund av inbördeskrig.[7]
7. 1 2 3  Afghanistan spelar sina hemmamatcher i Tadzjikistan av säkerhetsskäl på grund av krig i Afghanistan.[8]
8. ↑  Matchen mellan Mongoliet och Japan spelades i Chiba i Japan.[9]